# 38 Pułk Piechoty Strzelców Lwowskich

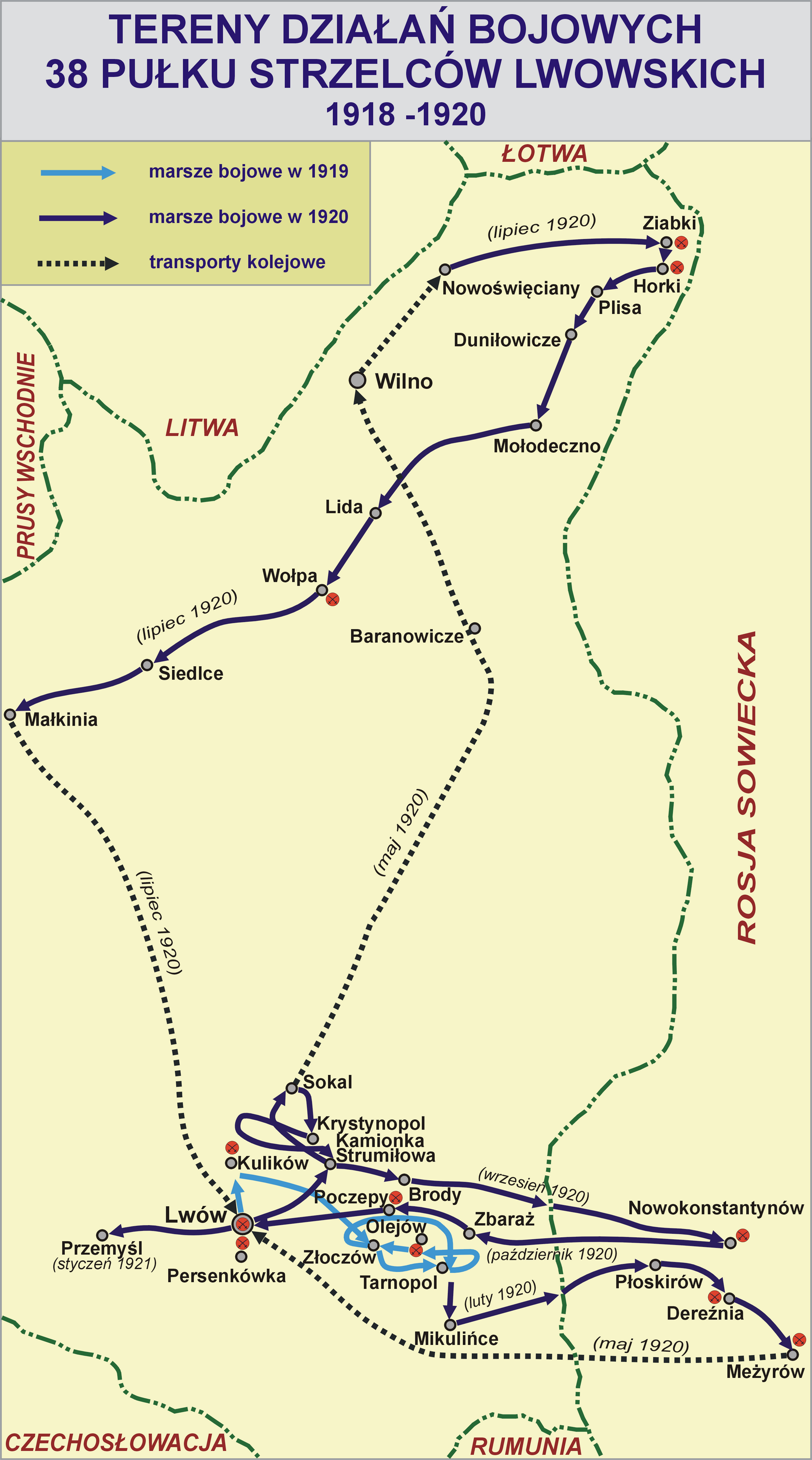

38 Pułk Piechoty Strzelców Lwowskich (38 pp) – oddział piechoty Wojska Polskiego II RP.
Utworzony spośród listopadowych obrońców Lwowa 1918 roku.
Uczestnik walk o granice 1919 roku oraz wojny polsko-bolszewickiej 1920 roku.
W okresie międzywojennym wchodził w skład 24 Dywizji Piechoty.
Stacjonował w garnizonie Przemyśl, w koszarach przy obecnej ulicy 29 Listopada.

## Formowanie i zmiany organizacyjne
Pułk został zorganizowany w listopadzie 1918 roku z grup ochotniczych broniących Lwowa przed Ukraińcami.
25 listopada 1918 otrzymał nazwę 1 Pułk Strzelców Lwowskich.
Rozkazem Ministerstwa Spraw Wojskowych z 8 kwietnia 1919 pułk otrzymał ostateczną nazwę 38 pułku piechoty Strzelców Lwowskich.
W grudniu 1919 batalion zapasowy pułku stacjonował w Przemyślu.
| Obsada personalna pułku w 1920           | Obsada personalna pułku w 1920      |
| Stanowisko                               | Stopień, imię i nazwisko            |
| ---------------------------------------- | ----------------------------------- |
| Dowódca pułku                            | ppłk Stanisław Palle (do 3 V)       |
| Dowódca pułku                            | mjr Alojzy Łukawski (od 5 V)        |
| Dowódca pułku                            | mjr Adolf Jeż                       |
| I adiutant pułku                         | ppor. Marian Kobyłecki              |
| II adiutant pułku                        | ppor. Adam Studzieniecki            |
| oficer informacyjny                      | ppor. Adam Studzieniecki            |
| oficer broni                             | ppor. Adam Studzieniecki            |
| Kapelan                                  | ks. kpt. Józef Świderski            |
| Kapelmistrz                              | por. Franciszek Jarzębiński         |
| Oficer łączności                         | ppor. Zbigniew Sieniewicz           |
| Dowódca taboru pułku                     | ppor. Marian Rozborski              |
| Dowódca kompanii dział piechoty          | ppor. Stanisław Gębarowicz          |
| Lekarz                                   | por. lek. dr Arnold Katz            |
| Dowódca I batalionu                      | kpt. Franciszek Schindler (IV)      |
| Dowódca I batalionu                      | kpt. Bronisław Mikulicz (V)         |
| Dowódca I batalionu                      | kpt. Franciszek Schindler (VI)      |
| Dowódca I batalionu                      | por. Bolesław Kłaczyński (VIII-IX)  |
| Dowódca I batalionu                      | mjr Adolf Jeż (X)                   |
| Adiutant                                 | ppor. Andrzej Schramm               |
| Lekarz                                   | ppor. Alfred Janik                  |
| Oficer prowiantowy                       | ppor. Andrzej Bund                  |
| Dowódca 1 kompanii                       | por. Bolesław Dworecki              |
| Dowódca plutonu                          | ppor. Roman Kwiatkowski             |
| Dowódca plutonu                          | ppor. Kazimierz Schleyen            |
| Dowódca 2 kompanii                       | ppor. Mieczysław Oziembłowski       |
| Dowódca 3 kompanii                       | por. Mikołaj Gutkowski († 27 IV)    |
| Dowódca 4 kompanii                       | ppor. Bogdan Sołtys                 |
| Dowódca 1 kompanii km                    | por. Augustyn Jaeschke              |
| Oficer baonu                             | ppor. Witold Piątkiewicz            |
| Dowódca II batalionu                     | kpt. Arseniusz Lalić (IV -VI)       |
| Dowódca II batalionu                     | por./kpt. Władysław Wanag (VIII)    |
| Dowódca II batalionu                     | mjr Szymon Chodakowski (X)          |
| Adiutant                                 | ppor. Zygmunt Hofbauer              |
| Nast.                                    | ppor. Edward Kozłowski              |
| Lekarz                                   | ppor. Witold Tomasik                |
| Oficer kasowy                            | pchor. Kalinowski                   |
| Nast.                                    | ppor. Stanisław Liwacz              |
| Dowódca 5 kompanii                       | ppor. Franciszek Dubiel             |
| Dowódca 6 kompanii                       | por. Jarosław Zawałkiewicz          |
| Dowódca plutonu                          | ppor. Karol Katz                    |
| Dowódca 7 kompanii                       | por. Edmund Niewiarowski            |
| Dowódca 8 kompanii                       | kpt. Władysław Wanag                |
| Dowódca plutonu                          | ppor. Leon Haeke                    |
| Dowódca 2 kompanii km                    | ppor. Edmund Kolendowski            |
| Dowódca plutonu                          | ppor. Adam Sochacki                 |
| Dowódca III batalionu                    | kpt. Franciszek Goliński (IV -VI)   |
| Dowódca III batalionu                    | por. Alfred Ostroróg (VIII)         |
| Dowódca III batalionu                    | kpt. Marian Kobyłecki (X)           |
| Adiutant                                 | ppor. Robert Żychowski              |
| Oficer prowiantowy                       | ppor. Jerzy Motriuk                 |
| Dowódca 9 kompanii                       | por. Bolesław Kłaczyński            |
| Dowódca 10 kompanii                      | por. Alfred Ostroróg                |
| Dowódca 11 kompanii                      | kpt. Bogumił Głowacz                |
| Dowódca plutonu                          | por. Józef Cygan                    |
| Dowódca 12 kompanii                      | ppor. Wincenty Madej († 19 VIII)    |
| Dowódca 3 kompanii km                    | ppor. Janusz Górecki                |
| Oficer baonu                             | ppor. Kazimierz Dudziński           |
| Oficer baonu                             | ppor. Albin Krzywicki               |
| Oficer baonu                             | ppor. Józef Wilczek                 |
| Dowódca 4 kompanii km                    | ppor. Aleksander Knauer             |
| Dowódca plutonu                          | ppor. Jerzy Antosiewicz             |
| Dowódca kompanii technicznej             | ppor. Roman Sosin                   |
| Oficer pułku                             | kpt. Jan Wawrocki                   |
| Oficer pułku                             | por. Roman Lachowicz                |
| Oficer pułku                             | ppor. Antoni Danilewicz             |
| Oficer pułku                             | ppor. Greybner                      |
| Oficer pułku                             | ppor. Mirek († 29 VIII)             |
| Oficer pułku                             | ppor. Władysław Kazimierz Pachulicz |
| Oficer pułku                             | chor. Franciszek Mandziak           |
| Oficer pułku                             | pchor. Stanisław Chruściel          |
| Oficer pułku                             | pchor. Eckhardt                     |
| Oficer sanitarny (przydział nieustalony) | ppor. san. Władysław Sochaniewicz   |

## Pułk w wojnie polsko-ukraińskiej
Po opanowaniu Lwowa przez władze i wojska ukraińskie w listopadzie 1918, w Szkole Sienkiewicza zebrała się grupa byłych legionistów i członków POW z mjr Tatarem Trześniewskim na czele, by podjąć walkę z okupantem. Parę godzin później powstał drugi ośrodek walki w Domu Techników na ul. Issakowicza, złożony w całości z członków POW. Te dwa punkty oporu rozszerzały swój teren działania i już 1 listopada opanowały koszary „wóleckie”, zdobywając znaczną część broni i odcinając wojskom ukraińskim dostęp do głównego dworca kolejowego. 5 listopada komendant załogi Lwowa kpt. Czesław Mączyński podzielił obronę Lwowa na 5 odcinków. Trzeci z nich, który później otrzymał nazwę „grupa rtm. Pomiana”, stał się zalążkiem pułku. 22 listopada 1918 polskie oddziały walczące we Lwowie, wraz z przybyłymi na osiecz 4. i 5. pułkami piechoty Legionów pod dowództwem płk. Tokarzewskiego uwolniły Lwów od wojsk ukraińskich.
Komendant Lwowa gen. Bolesław Roja, rozkazem dziennym nr 22 z dnia 25 listopada 1918 sformował 1 i 2 pułk Strzelców Lwowskich. Z pułków tych w pierwszych dniach grudnia utworzona została „brygada lwowska” pod dowództwem ppłk. (w międzyczasie awansował) Mączyńskiego.
Ukraińcy wyrzuceni ze Lwowa przystąpili do jego oblężenia, otaczając miasto szczelnym pierścieniem. 1 pułk strzelców zorganizował obronę w rejonie Zimnej Wody, Skniłowej, Sokolnik, Kozielnik, Pohulanki i Krzywczyc. Pamiętnym dla pułku i obrony Lwowa był bój stoczony na Persenkówce 28 grudnia przez 7 i 8 kompanię pod dowództwem rtm. dr Abrahama z wielokrotnie liczniejszym wrogiem. I choć walka została przegrana, to dała czas na ściągnięcie posiłków i uniemożliwiła wkroczenie Ukraińców do miasta. Ppłk Mączyński określił to słowami: Zginęli najdzielniejsi oficerowie i żołnierze, lecz uratowali miasto.
Ministerstwo Spraw Wojskowych, rozkazem Sztabu Generalnego nr 98 z 8 marca 1919, zmieniło numerację 1 pułku strzelców na 38 pułk piechoty, a następnie Dziennikiem Rozkazów Wojskowych nr 39 z 8 kwietnia 1919 nadało pułkowi przydomek „Strzelcy Lwowscy”.
Walki w bezpośrednich okolicach Lwowa trwały do 18 kwietnia 1919. W dniach od 28 do 30 kwietnia przeprowadzono natarcie w kierunku północno-wschodnim. Pułk wszedł w skład 5 Dywizji Piechoty gen. Władysława Jędrzejewskiego. 15 maja uderzył w kierunku na Kulików i Kościejów. W pogoni za brygadą atamana Klee (oficer niemiecki, ataman ukraiński) 27 maja zdobył Złoczów. W dalszym zwycięskim marszu 1 czerwca wkroczył do Tarnopola i zajął pozycje nad Seretem a dwa dni później obsadził dawną granicę austriacko-rosyjską. 15 czerwca wycofał się pod Olejów, gdzie stoczył jeden z najcięższych bojów. W trakcie dalszego odwrotu, pod Poczapami, udało się zatrzymać ukraińską kontrofensywę. Rankiem 28 czerwca oddziały polskie przeszły ponownie do ofensywy. Pułk atakował w kierunku na Bełżec i ponownie obsadził dawną granicę austriacko-rosyjską. Na granicy pozostał do 8 sierpnia 1919 po czym został przesunięty w okolice Tarnopola i 18 sierpnia obsadził odcinek nad Zbruczem. Na początku października przeszedł w rejon Zbaraża potem pod Tarnopol na „zimowe leże”. 6 lutego 1920, wraz z 5 DP, wyruszył w rejon Płoskirowa na front sowiecki.

## Pułk w wojnie polsko-bolszewickiej
Pułk do 28 lutego 1920 walczył o Dereźnię, Szarki i Kryniczną. Wraz z 19 pułkiem piechoty Odsieczy Lwowa, przy współdziałaniu dwóch pociągów pancernych i trzech baterii artylerii, w nocy z 16 na 17 marca rozbił 45 Dywizję Piechoty sowieckiej. Do połowy kwietnia prowadził akcje wypadowe i patrolował teren w rejonie Wołkowinc. Akcje wypadowe oddziałów polskich skutecznie sparaliżowały ofensywę sowiecką na Płoskirów. 28 kwietnia pułk został podporządkowany dowódcy 12 Dywizji Piechoty. Atakował w kierunku na Meżyrów, zajął Żmerynkę i ponownie wszedł w skład 5 DP. Wobec rozbicia południowego frontu sowieckiego, armia rosyjska przeszła do ofensywy na froncie północnym. W celu zatrzymania tej ofensywy została sformowania polska Armia Rezerwowa gen. Kazimierza Sosnkowskiego. Dla jej wzmocnienia została w ten rejon przerzucona IX Brygada Piechoty w składzie 38. i 39. pułki piechoty Strzelców Lwowskich oraz III bat. 40 pułku piechoty Dzieci Lwowskich.
38 pp znalazł się w odwodzie armii. Zajął odcinek nad jeziorami Dołgoje i Świada, w okolicach miejscowości Ziabki, broniąc przejście między jeziorami. 4 lipca 1920 dywizje sowieckie złamały pozycje obronne oddziałów polskich w tym rejonie. Dwa dni potem pułk stacza walkę pod Szczerbami i w marszu odwrotowym kieruje się na Głębokie a dalej na Duniłowicze, Wilejkę, Mołodeczno i Bogdanowo.
Wobec poniesionych strat w czasie odwrotu, dowódca 5 DP gen. Jędrzejewski, z pozostałych sprawnych żołnierzy utworzył „Oddział IX Brygady” pod dowództwem mjr. Alojzego Łukawskiego. Oddział ten toczył jeszcze walki nad Niemnem i zwycięski bój pod Wołpą. Po walkach pułk liczący zaledwie „60 bagnetów” został skierowany do Małkini a stamtąd koleją do Lwowa w celu reorganizacji. Został skoszarowany w Brzuchowicach pod Lwowem i w ciągu zaledwie dwóch tygodni odzyskał zdolność bojową.
6 sierpnia Naczelny Wódz Józef Piłsudski postanowił, że na froncie południowo-wschodnim siły polskie będą tylko osłaniać Lwów i zagłębie naftowe. W związku z tym, 18 sierpnia, 38 pp został przesunięty na linię Bugu, w lukę między frontami środkowym i południowym. Ponieważ wojska sowieckie, po przekroczeniu Bugu, zajęły Sokal – pułk został skierowany w rejon tego miasta. 13 sierpnia zdobył miasto i wyrzucił wojska sowieckie na wschodni brzeg Bugu. W następnych dniach walczył, osłaniając Lwów, na linii Kamionka Strumiłowa – Sokal – Hrubieszów, staczając krwawe boje pod Krystynopolem, Mostami Wielkimi i Dzibułkami. Armia Konna Budionnego, która nie była w stanie zdobyć Lwowa, przesunęła się w kierunku Zamościa. Pułk został przemieszczony pod Bełz i wypadami nękał wojska nieprzyjaciela. 10 września został przetransportowany do Kamionki Strumiłowej.
W połowie września 1920 rozpoczęła się ofensywa polska na froncie południowo-wschodnim. Rozbite wojska sowieckie wycofywały się na wschód przed frontem 6 armii. Pułk ścigał wroga na trasie: Kamionka Strumiłowa – Busk – Brody – Radziwiłłów – Krzemieniec – Łanowce do Teofipola. 17 października stoczył pod Nowokonstantynowem ostatni bój w tej wojnie.
Do 15 grudnia pozostawał na linii demarkacyjnej: Zbaraż – Wiśniowiec – Oleksiniec, po czym pomaszerował do Przemyśla i pozostał tam do września 1939.

## Mapy walk pułku

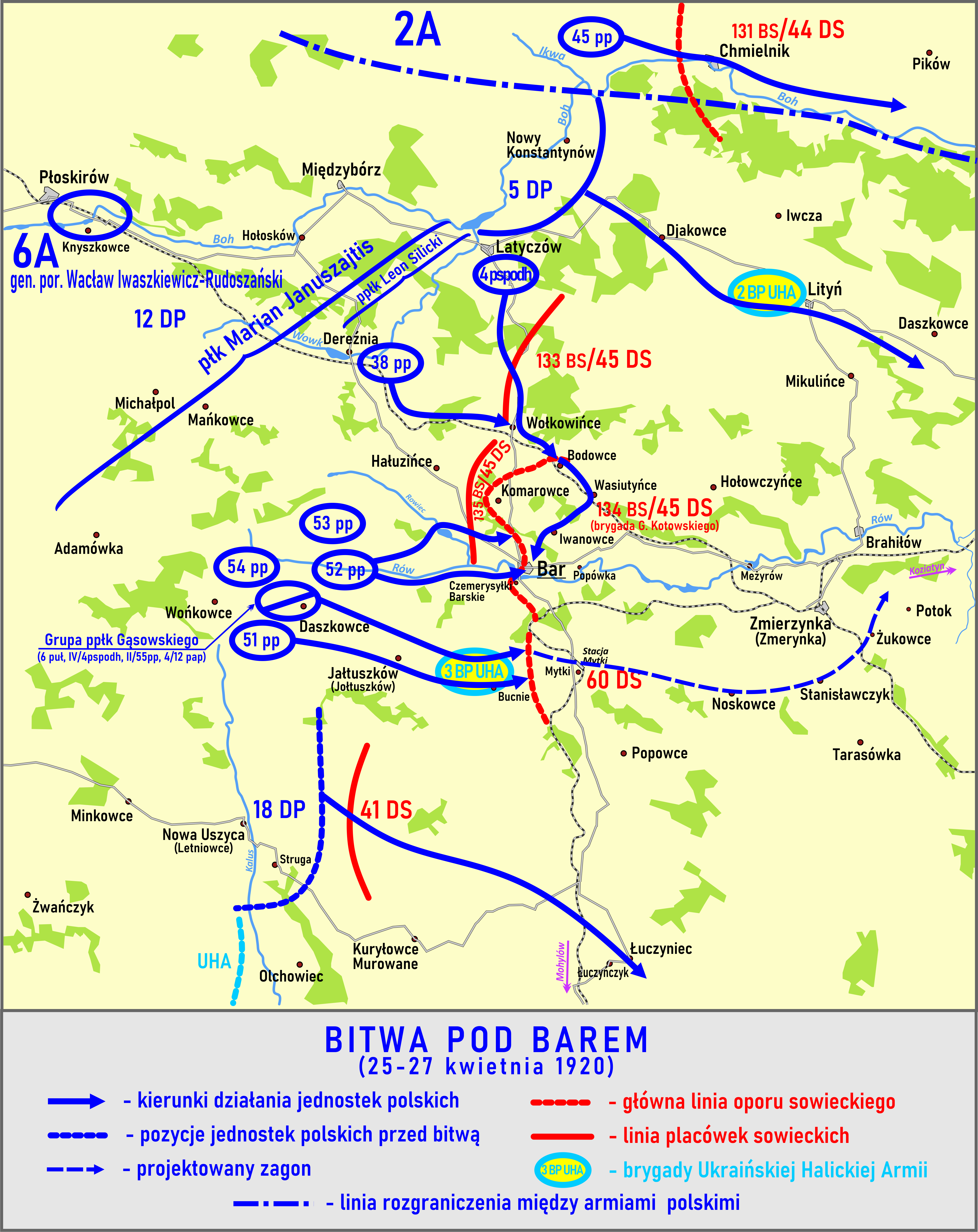
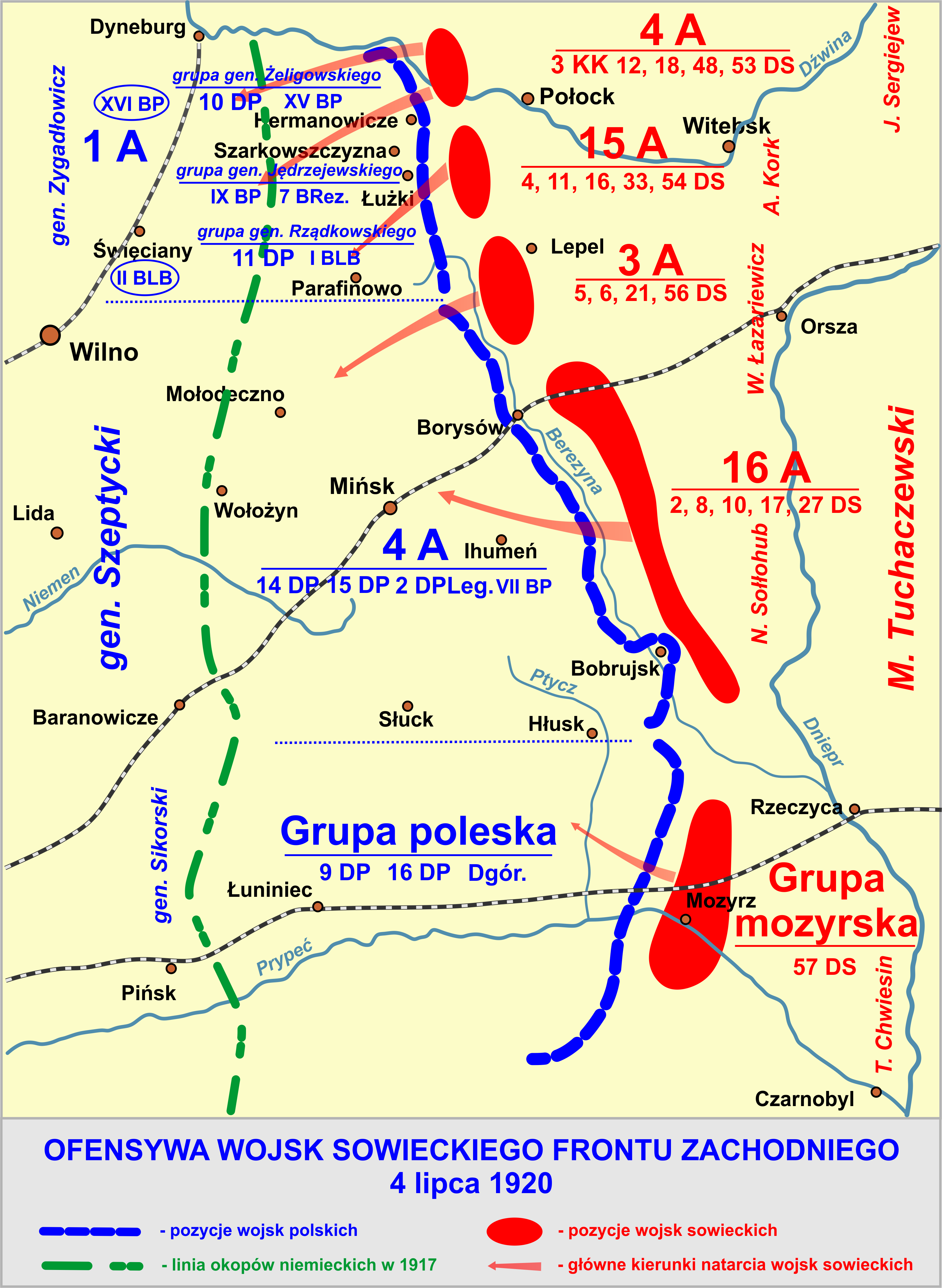
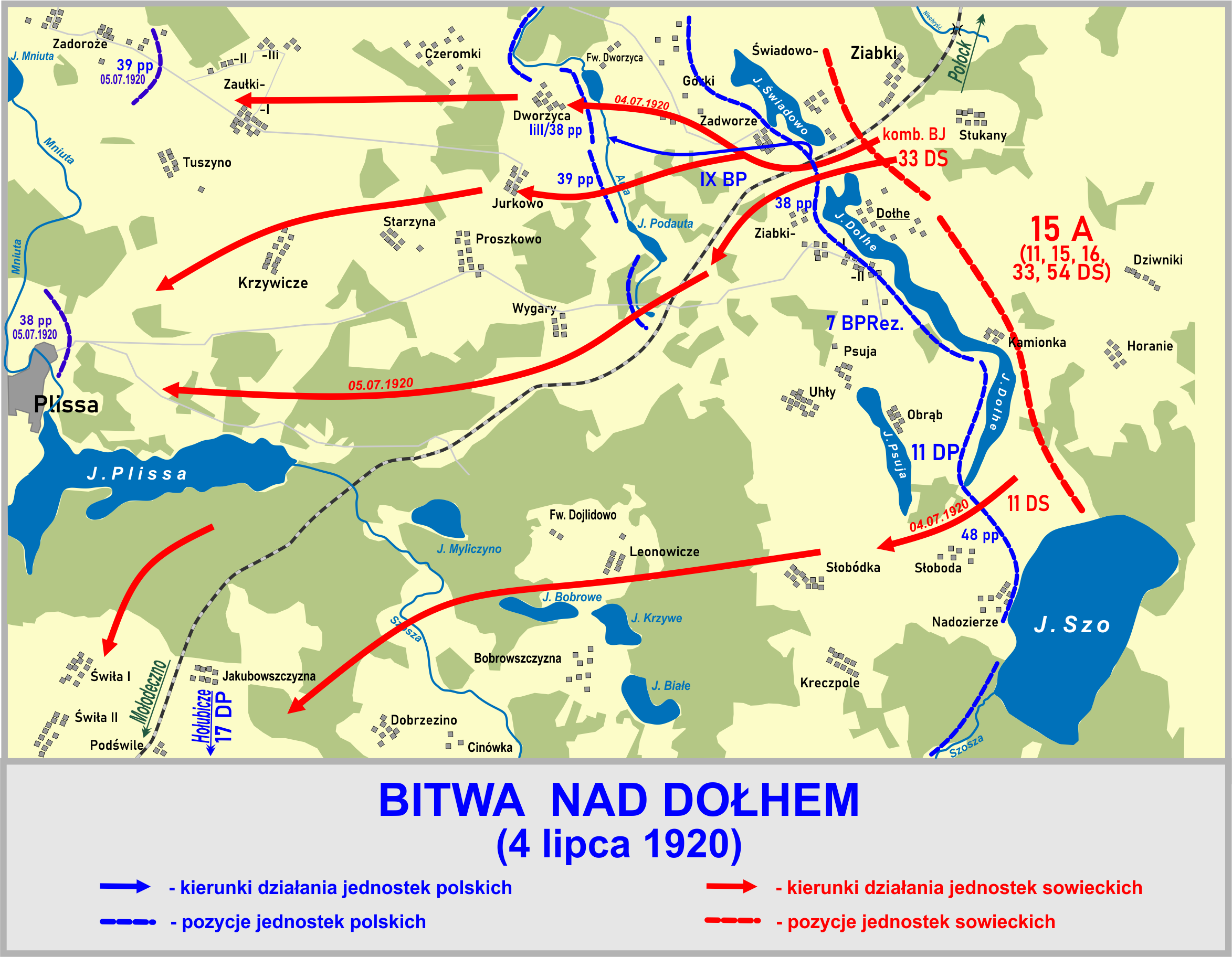
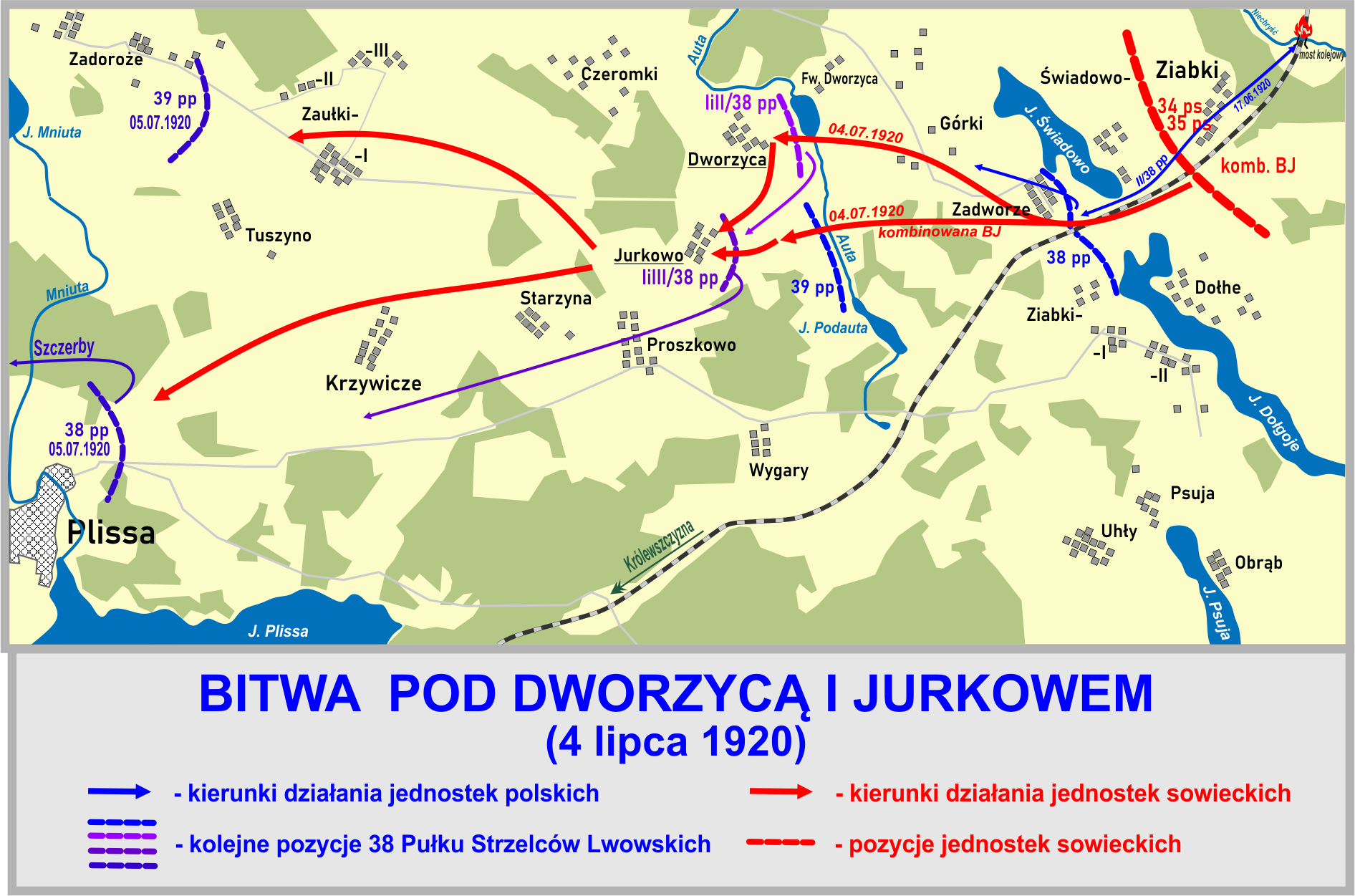
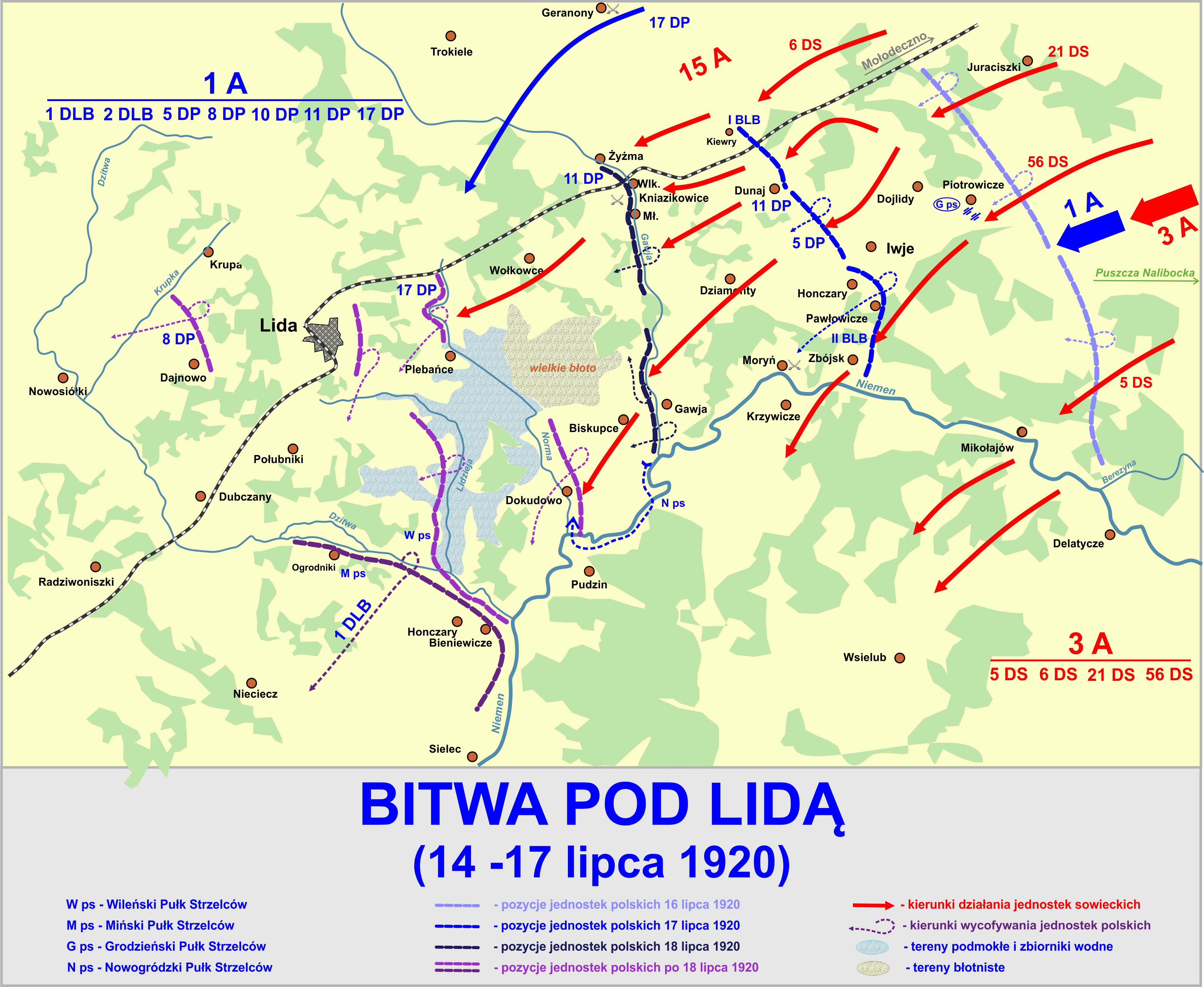
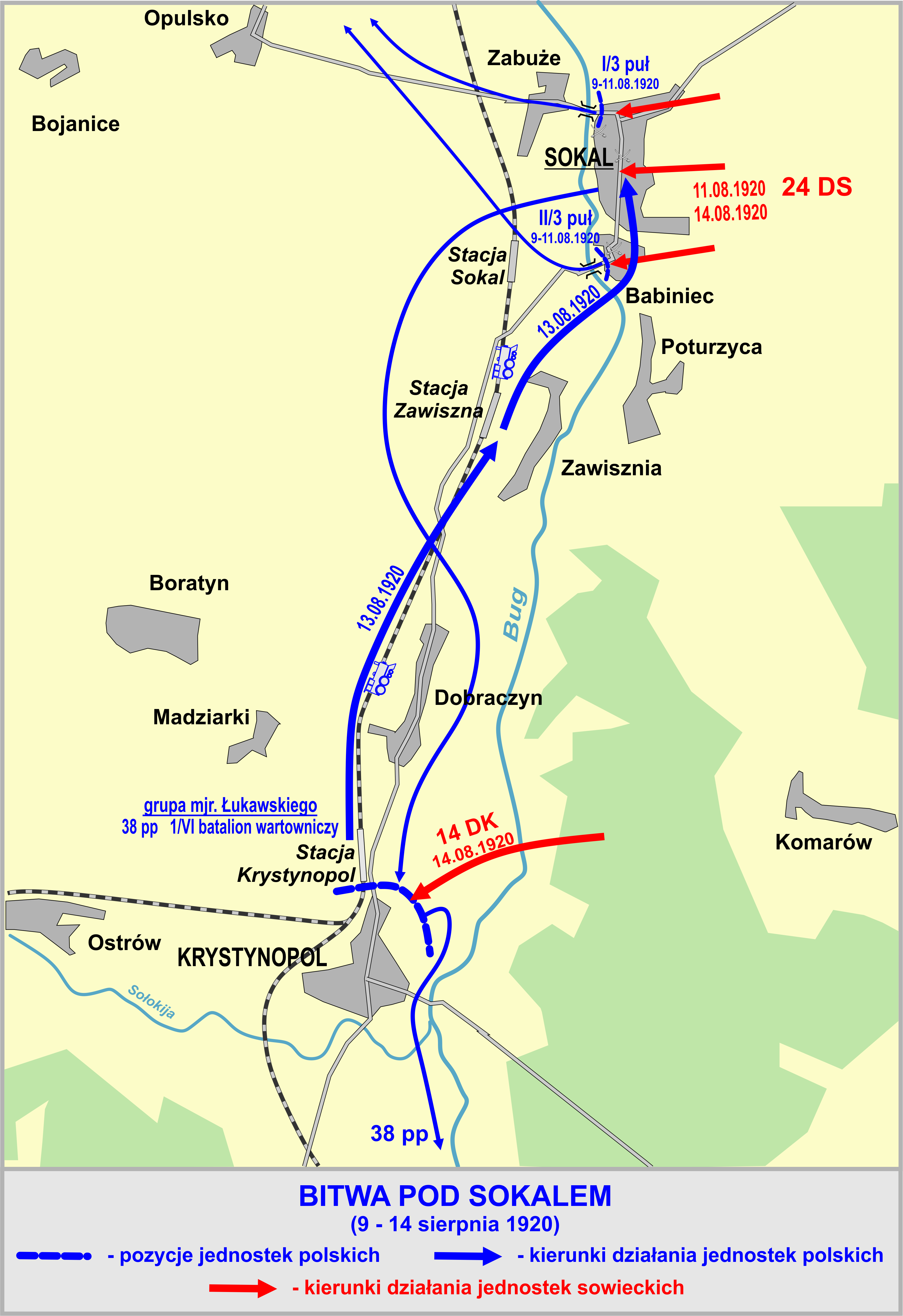
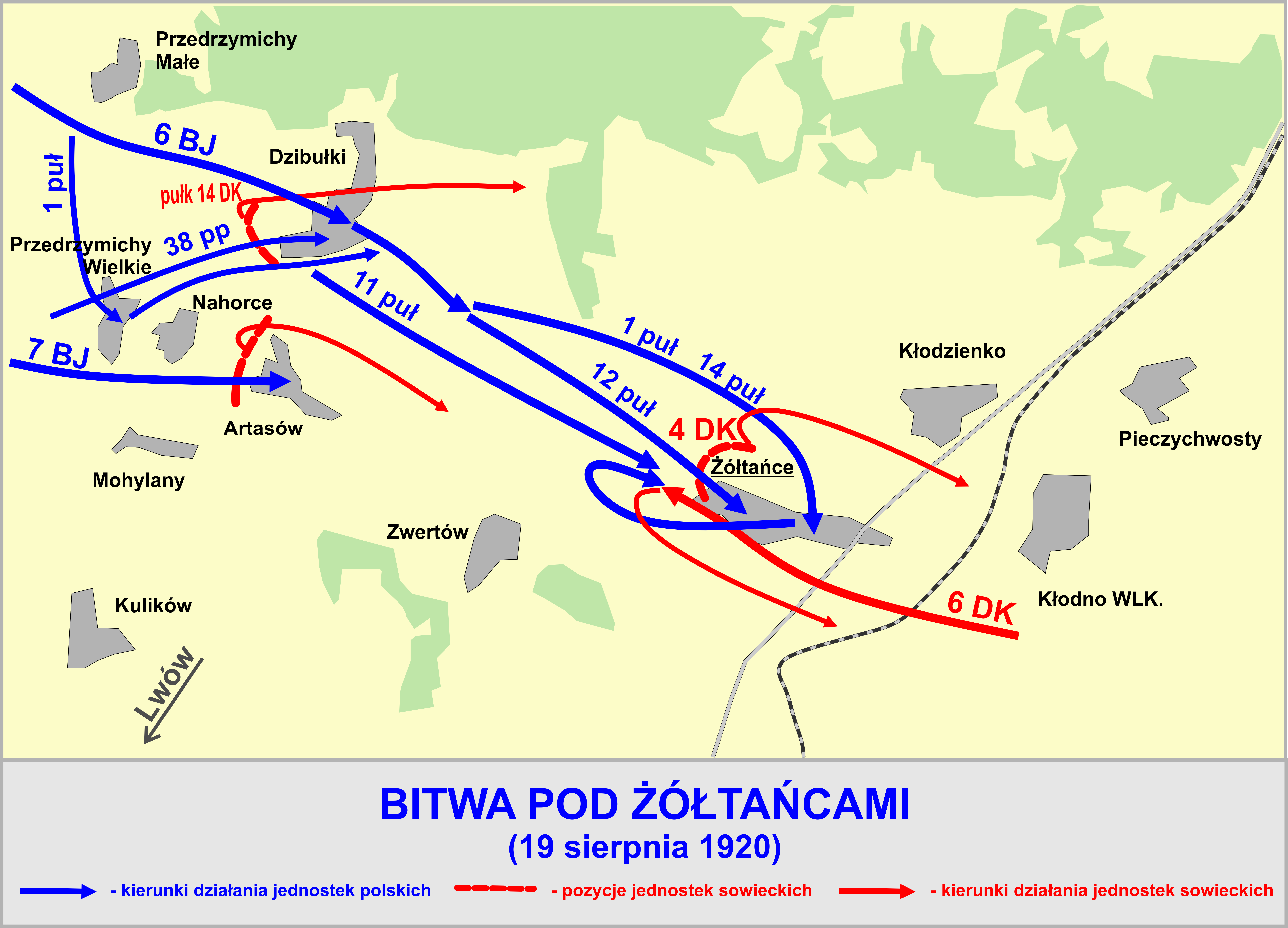
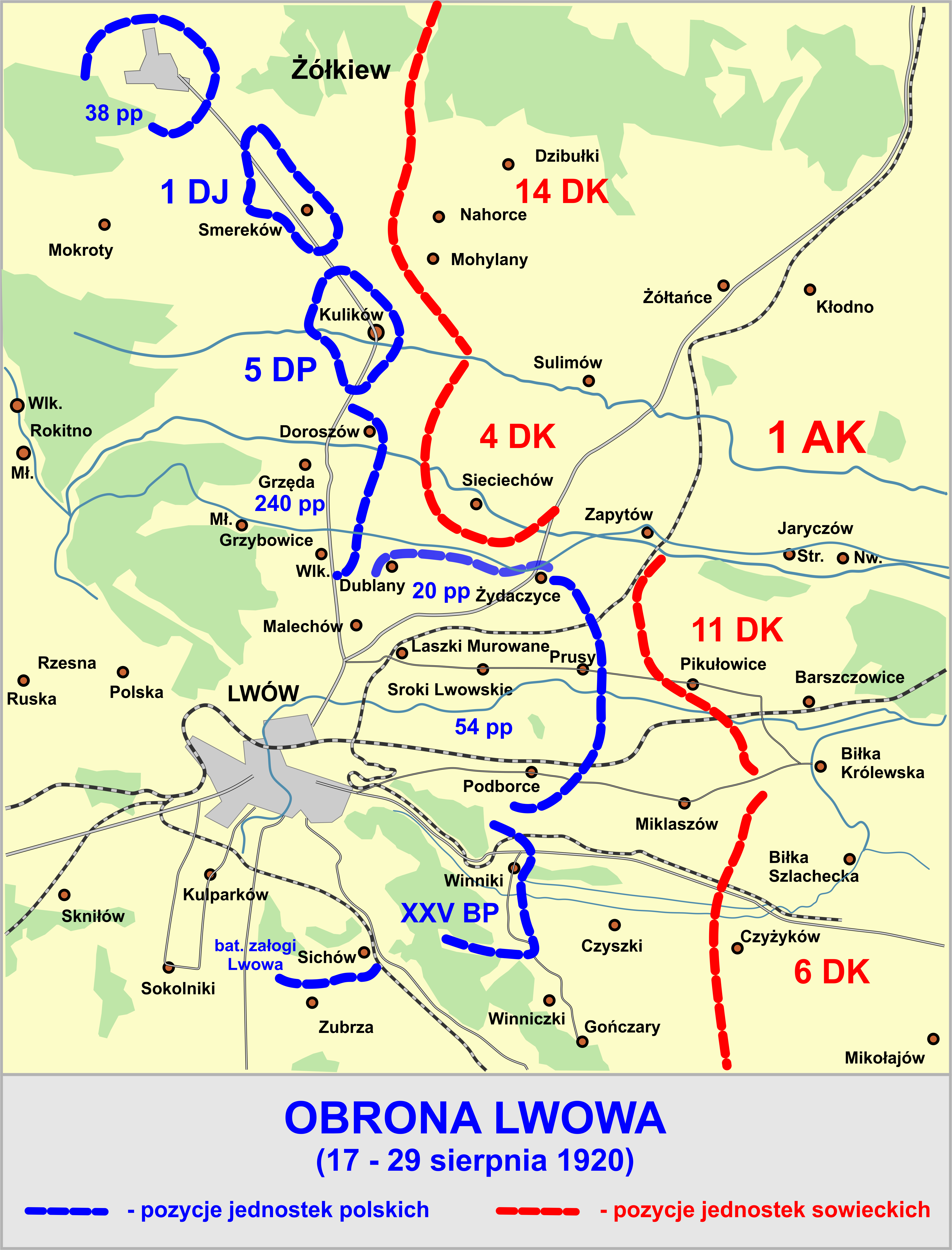

### Kawalerowie Virtuti Militari
| Żołnierze pułku odznaczeni Krzyżem Srebrnym Orderu Wojskowego Virtuti Militari | Żołnierze pułku odznaczeni Krzyżem Srebrnym Orderu Wojskowego Virtuti Militari | Żołnierze pułku odznaczeni Krzyżem Srebrnym Orderu Wojskowego Virtuti Militari |
| ------------------------------------------------------------------------------ | ------------------------------------------------------------------------------ | ------------------------------------------------------------------------------ |
| ś.p. por. Kazimierz Bogucki                                                    | st. sierż. Franciszek Caruk                                                    | ppłk Michał Cieński                                                            |
| ppor. Antoni Cichy-Cichocki                                                    | kpt. Józef Cygan                                                               | st. sierż. Teofil Dołhan                                                       |
| ppor. Tadeusz Feldsztein                                                       | ppor. Janusz Górecki                                                           | szer. Stanisław Grabski                                                        |
| kpt. Jerzy Grodyński                                                           | szer. Roman Hejder                                                             | szer. Antoni Jakimowicz                                                        |
| por. Marian Kedrzyński                                                         | por. Bolesław Kłaczyński                                                       | st. sierż. Franciszek Kotlarczyk                                               |
| ppor. Wojciech Kułakowski                                                      | mjr Ludwik de Laveaux                                                          | ppłk Alojzy Łukawski                                                           |
| kpt. Józef Marian Mazanowski                                                   | ppor. Aleksander Mirecki                                                       | st. sierż. Marian Moszumański                                                  |
| ppor. Marian Olechowski                                                        | pchor. Edward Marzys-Olszyna                                                   | por. Alfred Ostroróg                                                           |
| szer. Antoni Petrykiewicz                                                      | kpt. Wilhelm Todt                                                              | mjr Zdzisław Trześniowski                                                      |
| por. Bogdan Sołtys                                                             | kpr. Józef Wojnar                                                              | st. sierż. Teofil Wiszniewski                                                  |

## Pułk w okresie pokoju

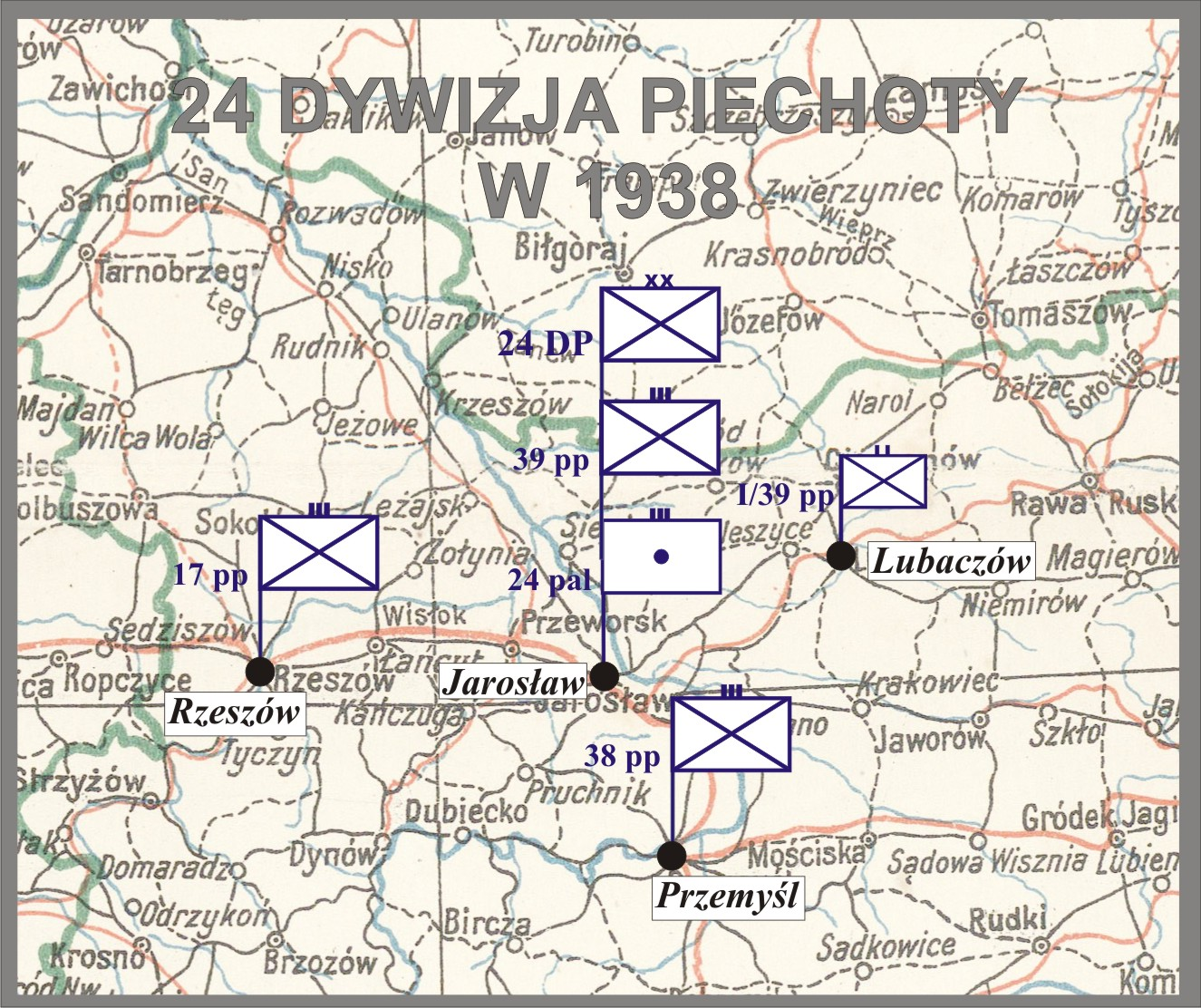
24 DP w 1938

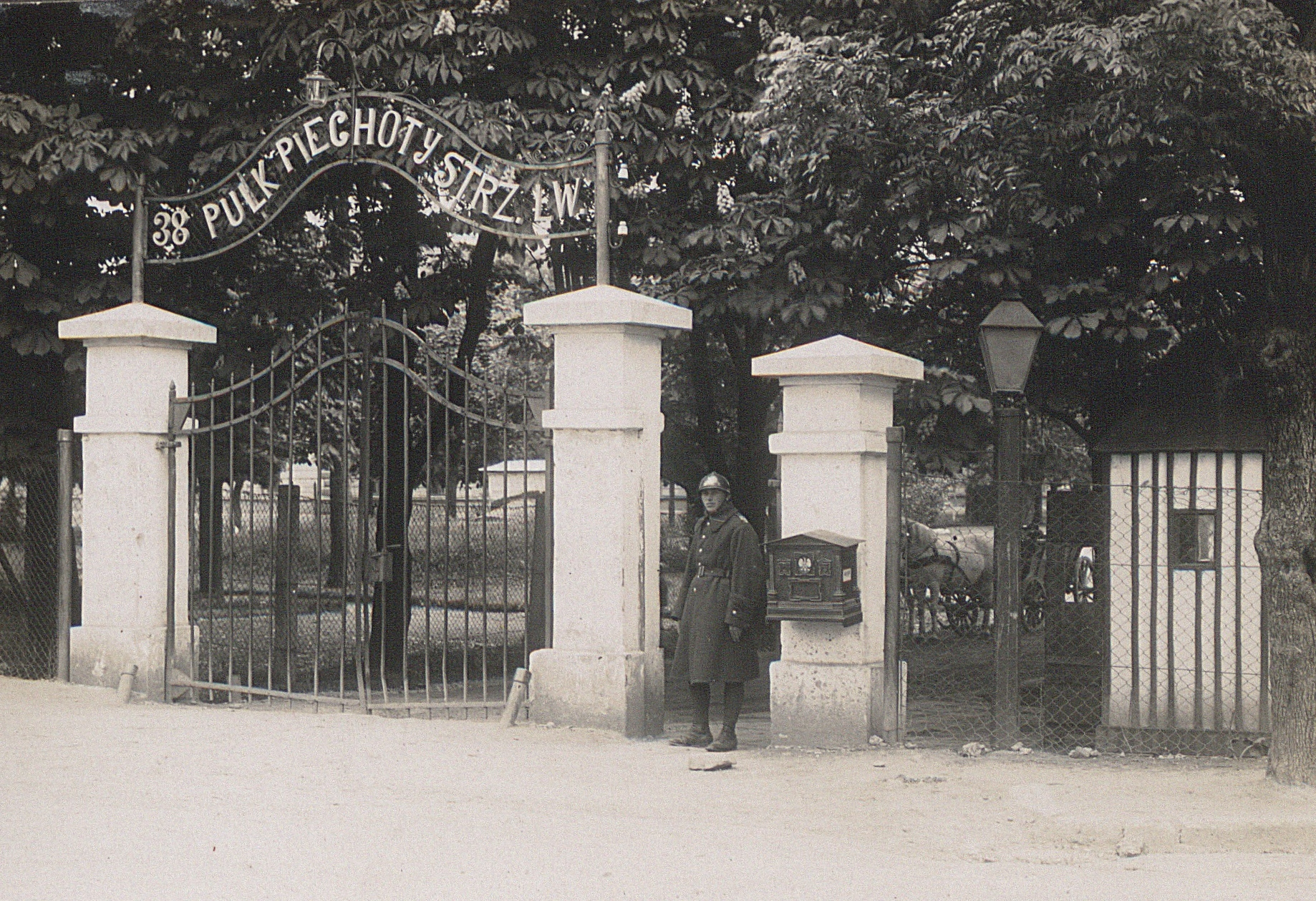
Wejście do koszar 38 pp

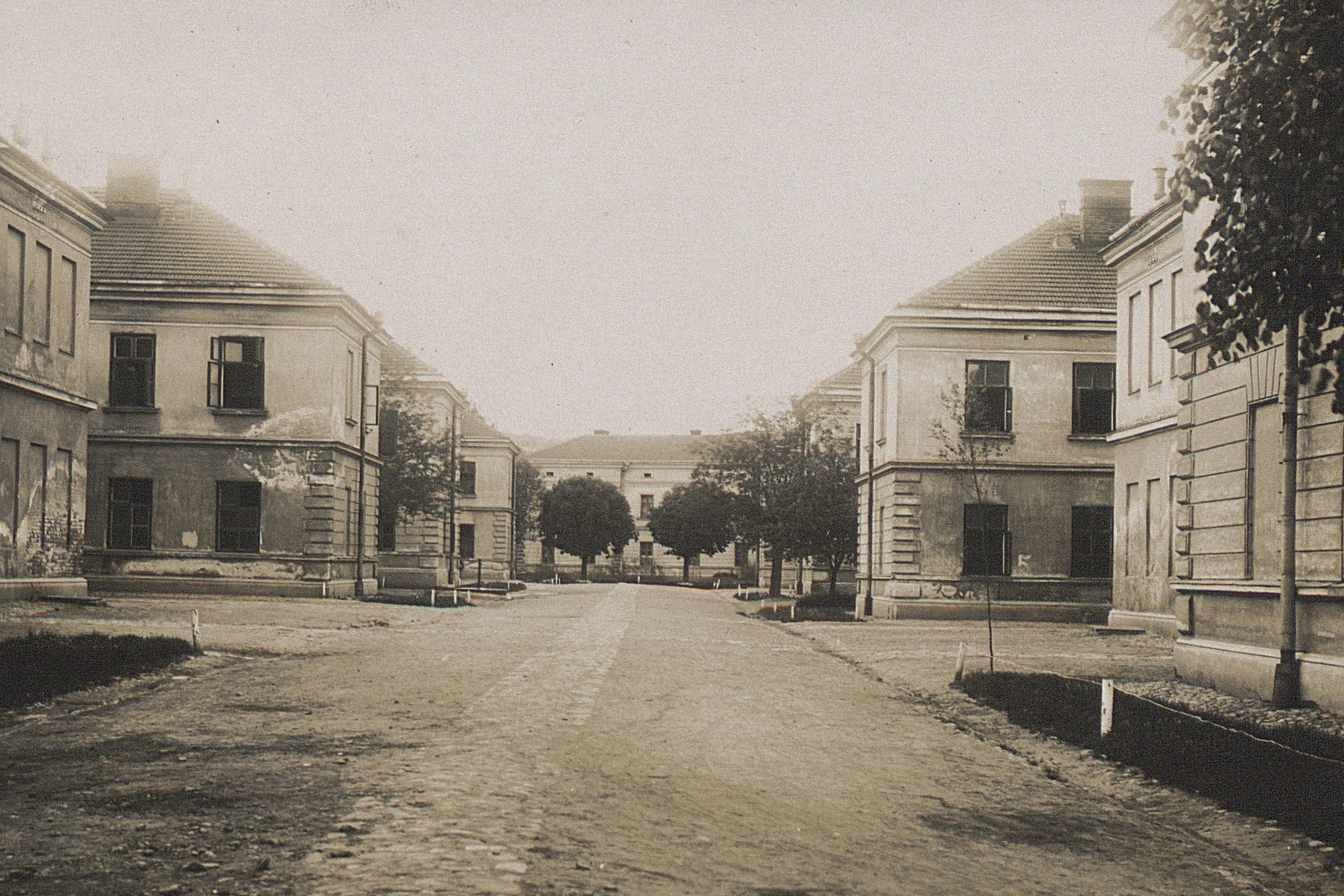
Widok koszar 38 pp; 1930 r.

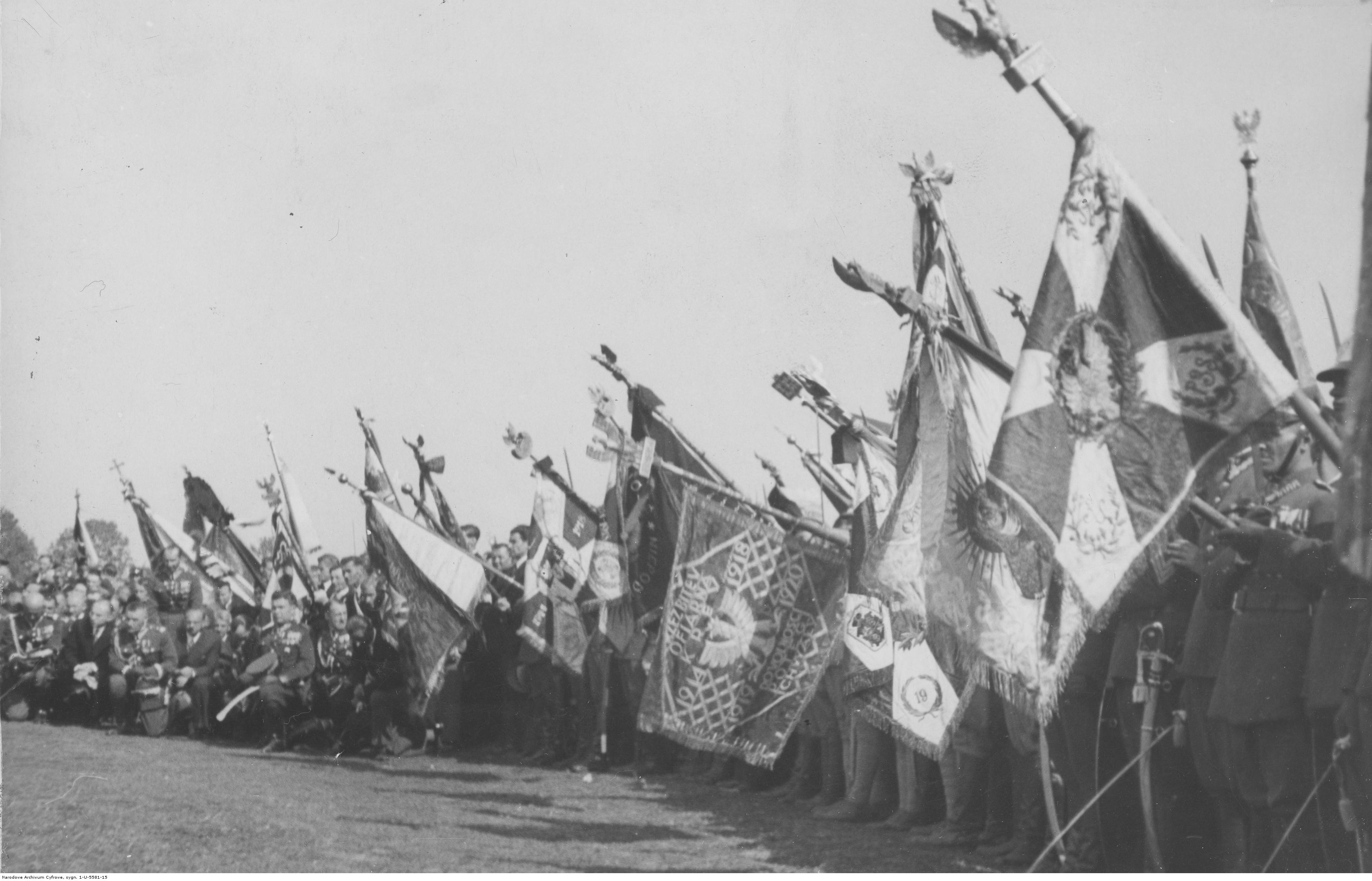
Uroczystość odsłonięcia pomnika Leopolda Lisa-Kuli w Rzeszowie 19 września 1932. Poczty sztandarowe podczas mszy polowej; na pierwszym planie sztandar 38 pp

W okresie międzywojennym 38 pułk piechoty stacjonował na terenie Okręgu Korpusu Nr X w garnizonie Przemyśl, w koszarach przy obecnej ulicy 29 Listopada. Wchodził w skład 24 Dywizji Piechoty.
26 lipca 1922 wystrzałem z rewolweru odebrał sobie życie por. rez. Marian Łoś, student prawa, obrońca Lwowa, pośmiertnie odznaczony Krzyżem Niepodległości.
20 czerwca 1923 Minister Spraw Wojskowych przeniósł podpułkownika Alojzego Łukawskiego do rezerwy oficerów sztabowych DOK VI, a na stanowisko dowódcy pułku wyznaczył podpułkownika Romualda Kohutnickiego. Z dniem 15 września 1923 podpułkownik Kohutnicki został przeniesiony do 15 pułku piechoty „Wilków” w Dęblinie na stanowisko dowódcy pułku. Od września 1923 do marca 1924 obowiązki dowódcy pełnił podpułkownik Stanisław Jaxa-Rożen. 20 marca 1924 Minister Spraw Wojskowych przeniósł pełniącego obowiązki dowódcy 54 pułku piechoty Strzelców Kresowych w Tarnopolu, podpułkownika Romualda Kwiatkowskiego do 38 pp na stanowisko dowódcy. 3 maja 1926 podpułkownik Kwiatkowski awansował na pułkownika.
21 sierpnia 1926 Minister Spraw Wojskowych przeniósł pełniącego obowiązki dowódcy jednostki, pułkownika Romualda Kwiatkowskiego do dowództwa 20 Dywizji Piechoty w Słonimiu na stanowisko oficera sztabowego Przysposobienia Wojskowego, a na stanowisko dowódcy oddziału wyznaczył podpułkownika Wacława Biernackiego.
19 maja 1927 roku Minister Spraw Wojskowych marszałek Polski Józef Piłsudski ustalił i zatwierdził dzień 22 listopada, jako datę święta pułkowego. Pułk obchodził swoje święto w rocznicę uwolnienia Lwowa od Ukraińców oraz dla uczczenia pamięci bohaterów poległych w obronie Lwowa.
Na podstawie rozkazu wykonawczego Ministerstwa Spraw Wojskowych do Departamentu Piechoty o wprowadzeniu organizacji piechoty na stopie pokojowej PS 10-50 z 1930 roku, w Wojsku Polskim wprowadzono trzy typy pułków piechoty. 38 pułk piechoty zaliczony został do typu I pułków piechoty (tzw. „normalnych”). W każdym roku otrzymywał około 610 rekrutów. Stan osobowy pułku wynosił 56 oficerów oraz 1500 podoficerów i szeregowców. W okresie zimowym posiadał batalion starszego rocznika, batalion szkolny i skadrowany, w okresie letnim zaś batalion starszego rocznika i dwa bataliony poborowych. Po wprowadzeniu w 1930 nowej organizacji piechoty na stopie pokojowej, pułk szkolił rekrutów dla potrzeb batalionu Korpusu Ochrony Pogranicza.
W czerwcu 1931 Minister Spraw Wojskowych zwolnił pułkownika Wacława Biernackiego ze stanowiska dowódcy pułku i przeniósł w stan nieczynny, a na jego miejsce wyznaczył podpułkownika Tadeusza Majewskiego.
| Obsada personalna i struktura organizacyjna w marcu 1939 | Obsada personalna i struktura organizacyjna w marcu 1939 |
| Stanowisko                                               | Stopień, imię i nazwisko                                 |
| Dowództwo                                                | Dowództwo                                                |
| -------------------------------------------------------- | -------------------------------------------------------- |
| dowódca pułku                                            | płk Kazimierz Tadeusz Majewski                           |
| I zastępca dowódcy                                       | ppłk dypl. Tadeusz Zdzisław Jakubowski                   |
| adiutant                                                 | mjr Michał Kaseja                                        |
| starszy lekarz                                           | kpt. dr Julian Rogowski                                  |
| młodszy lekarz                                           | ppor. lek. Marian Feliks Natkański                       |
| II zastępca dowódcy (kwatermistrz)                       | mjr Józef II Wasilewski                                  |
| oficer mobilizacyjny                                     | kpt. adm. (piech.) Wincenty Dąbrowski                    |
| zastępca oficera mobilizacyjnego                         | kpt. Józef Marian Ostrowski                              |
| oficer administracyjno-materiałowy                       | kpt. adm. (piech.) Grzegorz Sołtys                       |
| oficer gospodarczy                                       | kpt. int. Edward Antoni Słowik                           |
| oficer żywnościowy                                       | chor. Teofil Dołhan                                      |
| oficer taborowy                                          | kpt. tab. Józef Zdzisław Malinowski                      |
| kapelmistrz                                              | kpt. kplm. Ludwik Holdenmayer                            |
| dowódca plutonu łączności                                | por. Kazimierz Józef Schäffer                            |
| dowódca plutonu pionierów                                | kpt. Adam Mateusz Śniecikowski                           |
| dowódca plutonu artylerii piechoty                       | kpt. art. Karol Jedynak                                  |
| dowódca plutonu ppanc.                                   | ppor. Edward Teodor Krasny                               |
| dowódca oddziału zwiadu                                  | por. Stanisław Miezin                                    |
| I batalion                                               |                                                          |
| dowódca batalionu                                        | mjr Józef Jazienicki                                     |
| dowódca 1 kompanii                                       | kpt. Tadeusz Jan Lisowski                                |
| dowódca plutonu                                          | por. Franciszek Bidny                                    |
| dowódca plutonu                                          | ppor. Juliusz Rudolf Malicki                             |
| dowódca 2 kompanii                                       | por. Mikołaj Walczak                                     |
| dowódca plutonu                                          | ppor. Edward Jan Przybyłowicz                            |
| dowódca plutonu                                          | ppor. Tadeusz Romuald Emil Beltrani                      |
| dowódca 3 kompanii                                       | kpt. Stanisław IV Głowacki                               |
| dowódca plutonu                                          | por. Jan Władysław Nowak                                 |
| dowódca plutonu                                          | ppor. Franciszek Bielec                                  |
| dowódca plutonu                                          | ppor. Marian Stefan Rogulski                             |
| dowódca 1 kompanii km                                    | kpt. Roman Ignacy Dobromil Homan                         |
| dowódca plutonu                                          | por. Eugeniusz Nowak                                     |
| dowódca plutonu                                          | ppor. Stanisław Kazimierz Banach                         |
| II batalion                                              |                                                          |
| dowódca batalionu                                        | mjr Tadeusz Żarek                                        |
| dowódca 4 kompanii                                       | kpt. Tadeusz Bronisław Bieńkowski                        |
| dowódca plutonu                                          | ppor. Jan Harwanko                                       |
| dowódca 5 kompanii                                       | kpt. Józef Nosalik                                       |
| dowódca plutonu                                          | por. Władysław Wojda                                     |
| dowódca 6 kompanii                                       | por. Kazimierz Dzik                                      |
| dowódca plutonu                                          | ppor. Ryszard Karol Oleksik                              |
| dowódca 2 kompanii km                                    | kpt. Władysław Świątkowski                               |
| dowódca plutonu                                          | por. Zdzisław Bronisław Pieniążek                        |
| III batalion                                             |                                                          |
| dowódca batalionu                                        | mjr Józef Böhm                                           |
| dowódca 7 kompanii                                       | kpt. Władysław Zdzisław Wasiewicz                        |
| dowódca plutonu                                          | por. Aleksander Edward Rogóż                             |
| dowódca 8 kompanii                                       | por. Józef Franciszek Stogiera                           |
| dowódca plutonu                                          | ppor. Henryk Wiwala                                      |
| dowódca 9 kompanii                                       | kpt. Filip Benicjusz Jan Tymowicz                        |
| dowódca plutonu                                          | ppor. Antoni Edward Sochacki                             |
| dowódca plutonu                                          | ppor. Krystyn Marian Stanisław Więckowski                |
| dowódca 3 kompanii km                                    | kpt. Michał Krzysik                                      |
| dowódca plutonu                                          | por. Tadeusz Tomasz Nowakowski                           |
| dowódca plutonu                                          | ppor. Piotr Michał Kurek                                 |
| na kursie                                                | por. Maciej Kozubal                                      |
| 38 obwód przysposobienia wojskowego „Przemyśl”           |                                                          |
| kmdt obwodowy PW                                         | kpt. piech. Mikołaj Moroz                                |
| kmdt miejski PW Przemyśl                                 | kpt. piech. Władysław Józef Witrylak                     |
| kmdt powiatowy PW Przemyśl                               | por. kontr. piech. Marian Adolf Kołek                    |
| kmdt powiatowy PW Mościska                               | kpt. piech. Tadeusz Józef Gubowski                       |
| kmdt powiatowy PW Dobromil                               | kpt. piech. Piotr Płocharz                               |

## 38 pp w kampanii wrześniowej

### Mobilizacja

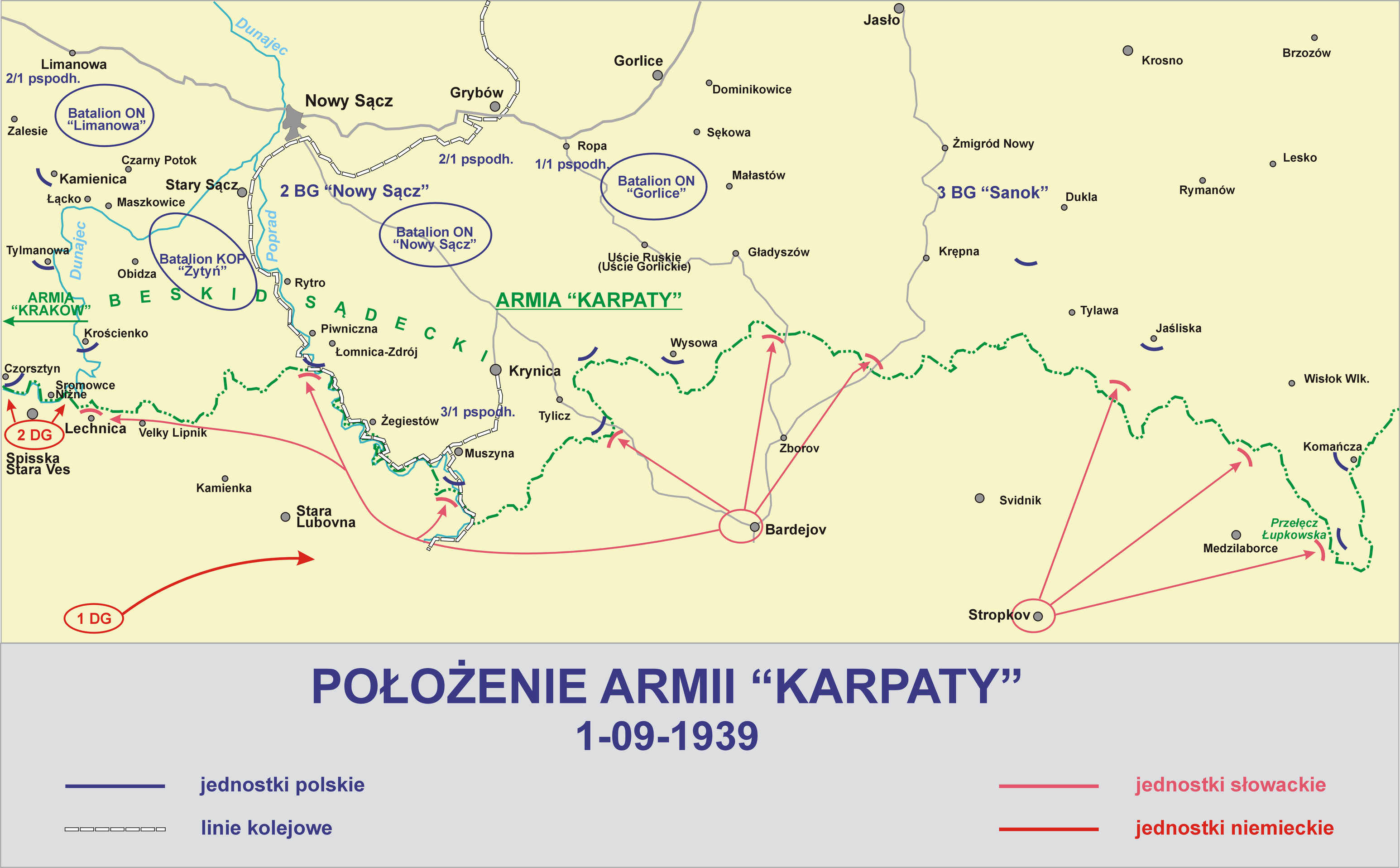
Pułk walczył w składzie armii od 6 września 1939

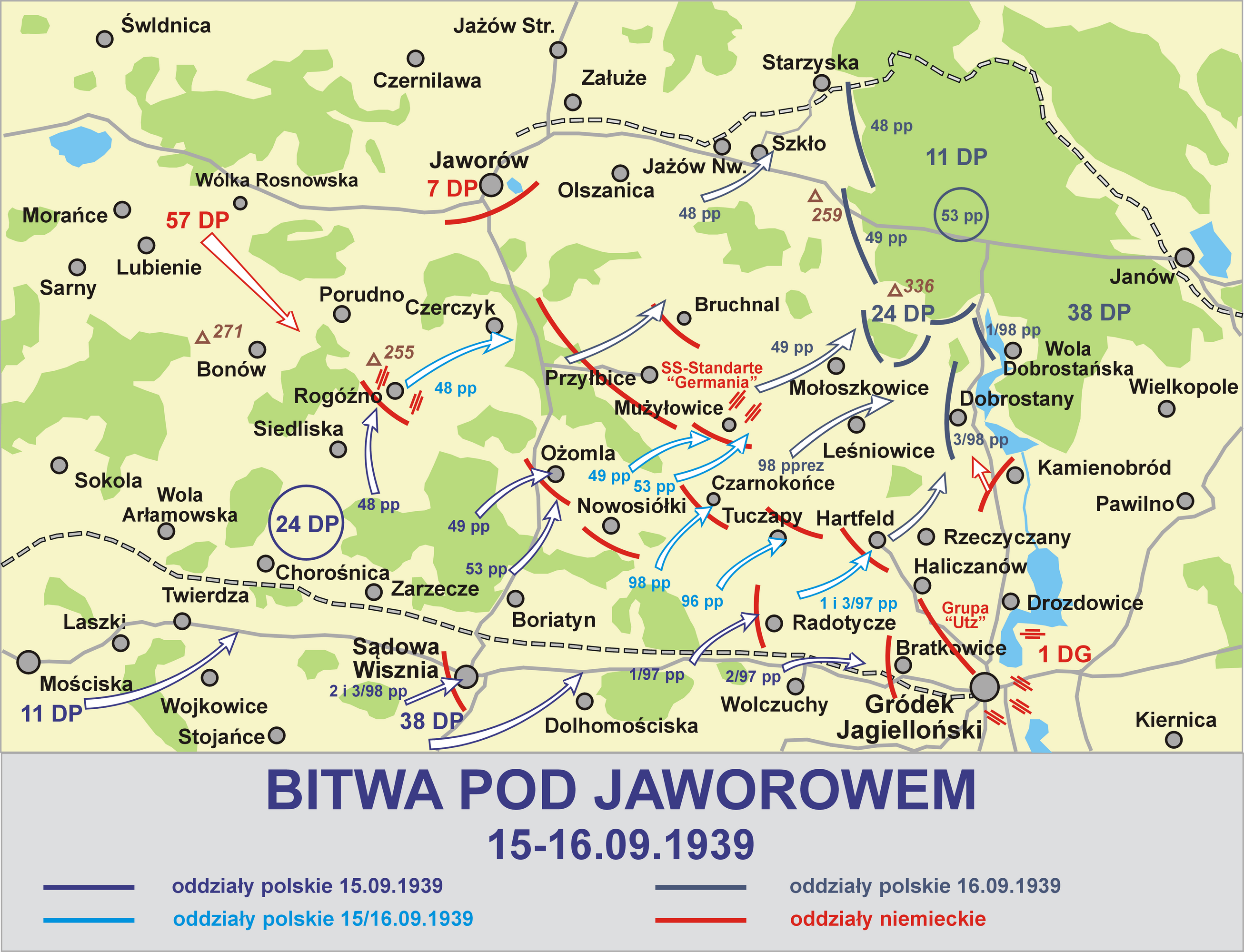

38 pułk piechoty SL mobilizował w ramach mobilizacji alarmowej w grupie "czerwonej" kompanię km plot. typu "A"  nr 23. W ramach mobilizacji powszechnej w I rzucie w terminie 4 i 5 dni mobilizował własne pododdziały oraz dywizyjną kompanię kolarzy nr 103. W terminie 6 dni mobilizował I batalion 164 pułku piechoty rez. Dodatkowo w II rzucie mobilizacji powszechnej formował batalion marszowy 38 pp oraz Ośrodek Zapasowy 24 Dywizji Piechoty. W kampanii wrześniowej 1939 pułk walczył w składzie 24 Dywizji Piechoty, która od 2 września 1939 wchodziła w skład Armii „Karpaty”. 

### Działania bojowe
| Struktura organizacyjna i obsada personalna we wrześniu 1939 | Struktura organizacyjna i obsada personalna we wrześniu 1939 | Struktura organizacyjna i obsada personalna we wrześniu 1939 |
| Stanowisko                                                   | Stopień, imię i nazwisko                                     | Uwagi                                                        |
| Dowództwo                                                    | Dowództwo                                                    | Dowództwo                                                    |
| ------------------------------------------------------------ | ------------------------------------------------------------ | ------------------------------------------------------------ |
| dowódca pułku                                                | ppłk dypl. Franciszek Grabowski                              | do 10 IX 1939                                                |
| dowódca pułku                                                | ppłk Władysław Ziętkiewicz                                   | od 11 IX 1939                                                |
| I adiutant                                                   | kpt. Stanisław Głowacki                                      |                                                              |
| II adiutant                                                  | por. Mikołaj Walczak                                         | †1940 Charków                                                |
| oficer łączności                                             | por. Kazimierz Józef Szäffer                                 |                                                              |
| kwatermistrz                                                 | mjr Józef II Wasilewski                                      |                                                              |
| oficer płatnik                                               | st. sierż. Władysław Puk                                     |                                                              |
| oficer żywnościowy                                           | chor. Teofil Dołhan                                          |                                                              |
| naczelny lekarz                                              | kpt. lek. dr Julian Rogowski                                 |                                                              |
| kapelmistrz                                                  | kpt. Ludwik Holdenmayer                                      | †19 IX 1939 Hołosko                                          |
| szef kancelarii                                              | sierż. Adam Herembeszta                                      |                                                              |
| dowódca kompanii gospodarczej                                | kpt. tab. Józef Zdzisław Malinowski                          | †1940 Charków                                                |
| zastępca dowódcy kompanii                                    | ppor. rez. Alfred Królikowski                                |                                                              |
| I batalion                                                   |                                                              |                                                              |
| dowódca I batalionu                                          | mjr Józef Jazienicki                                         | †1940 Charków                                                |
| lekarz                                                       | ppor. rez. lek. Stanisław Zausner                            |                                                              |
| szef batalionu                                               | st. sierż. Mieczysław Wojciechowski                          |                                                              |
| dowódca 1 kompanii strzeleckiej                              | ppor. Jan Harwanko                                           | †1940 ULK                                                    |
| dowódca I plutonu                                            | ppor. rez. Konstanty Mazur                                   |                                                              |
| dowódca III plutonu                                          | plut. pchor. rez. Bogumił Jędruch                            | †6 IX 1939 Wróblowice                                        |
| szef kompanii                                                | st. sierż. Władysław Klamka                                  |                                                              |
| dowódca 2 kompanii strzeleckiej                              | kpt. Władysław Świątkowski                                   |                                                              |
| dowódca 3 kompanii strzeleckiej                              | por. Władysław Wojda                                         |                                                              |
| dowódca I plutonu                                            | ppor. rez. Konstanty Mazur                                   |                                                              |
| dowódca II plutonu                                           | NN                                                           |                                                              |
| dowódca III plutonu                                          | ppor. rez. Ludwik Sobień                                     |                                                              |
| szef kompanii                                                | st. sierż. Mikołaj Krajewski                                 |                                                              |
| dowódca 1 kompanii km                                        | kpt. Adam Mateusz Śniecikowski                               | †1940 Charków                                                |
| szef kompanii                                                | st. sierż. Michał Siedlecki                                  | †6 IX 1939 Wróblowice                                        |
| II batalion                                                  |                                                              |                                                              |
| dowódca II batalionu                                         | mjr Brunon Rolke                                             |                                                              |
| adiutant                                                     | NN                                                           |                                                              |
| lekarz                                                       | ppor. rez. lek. dr Leon Rachwał                              |                                                              |
| szef batalionu                                               | st. sierż. Franciszek Gadzała                                |                                                              |
| dowódca 4 kompanii strzeleckiej                              | por. Eugeniusz Nowak                                         |                                                              |
| dowódca 5 kompanii strzeleckiej                              | kpt. Józef Nosalik                                           |                                                              |
| dowódca III plutonu                                          | ppor. Kazimierz Chudek                                       | niemiecka niewola                                            |
| szef kompanii                                                | sierż. Wojciech Mazek                                        |                                                              |
| dowódca 6 kompanii strzeleckiej                              | ppor. Henryk Wiwała                                          |                                                              |
| dowódca I plutonu                                            | NN                                                           |                                                              |
| dowódca II plutonu                                           | ppor. rez. Jerzy Kucharski                                   |                                                              |
| dowódca 2 kompanii km                                        | ppor. Marian Stefan Rogulski                                 |                                                              |
| dowódca I plutonu                                            | ppor. rez. inż. Olgierd Tadeusz Giedroyć                     |                                                              |
| dowódca plutonu taczanek                                     | ppor. rez. Tadeusz Romanowski                                |                                                              |
| III batalion                                                 |                                                              |                                                              |
| dowódca III batalionu                                        | mjr Józef Böhm                                               |                                                              |
| szef batalionu                                               | plut. Edward Płatkowski                                      |                                                              |
| dowódca 7 kompanii strzeleckiej                              | por. Zdzisław Bronisław Pieniążek                            |                                                              |
| dowódca I plutonu                                            | ppor. rez. Sylwester Henryk Dulęba                           |                                                              |
| dowódca 8 kompanii strzeleckiej                              | ppor. Edward Krasny                                          |                                                              |
| dowódca I plutonu                                            | ppor. rez. Eugeniusz Żerlak                                  |                                                              |
| dowódca II plutonu                                           | sierż. pchor. rez. Wróbliczek                                |                                                              |
| dowódca III plutonu                                          | sierż. pchor. Zbigniew Michał Stadnicki                      |                                                              |
| szef kompanii                                                | st. sierż. Stanisław Tokarz                                  |                                                              |
| dowódca 9 kompanii strzeleckiej                              | kpt. Filip Benicjusz Tymowicz                                |                                                              |
| szef kompanii                                                | sierż. Władysław Dubiel                                      |                                                              |
| dowódca 3 kompanii km                                        | kpt. Michał Krzysik                                          | †18 IX 1939 Rzęsna Ruska                                     |
| dowódca I plutonu                                            | ppor. rez. Henryk Wańczycki                                  | †18 IX 1939 Lasy Janowskie                                   |
| szef kompanii                                                | st. sierż. Jakub Jaronik                                     |                                                              |
| dowódca plutonu strzeleckiego                                | pchor. / ppor. piech. Zygmunt Zaborniak                      | †6 IX 1939 Wróblowice                                        |
| Pododdziały specjalne                                        |                                                              |                                                              |
| dowódca kompanii zwiadu                                      | por. Stanisław Miezin                                        |                                                              |
| dowódca plutonu kolarzy                                      | NN                                                           |                                                              |
| dowódca plutonu konnego                                      | wachm. Wojciech Cisek                                        |                                                              |
| dowódca kompanii przeciwpancernej                            | por. Tadeusz Nowakowski                                      |                                                              |
| zastępca dowódcy kompanii                                    | ppor. rez. Władysław Rogoziński                              | 6 IX 1939 ranny                                              |
| dowódca plutonu                                              | sierż. Józef Krupa                                           |                                                              |
| dowódca plutonu artylerii piechoty                           | kpt. art. Karol Jedynak                                      | †1940 Charków                                                |
| szef plutonu                                                 | sierż. Jan Klich                                             |                                                              |
| dowódca plutonu pionierów                                    | por. Józef Franciszek Stogiera                               |                                                              |
| dowódca plutonu przeciwgazowego                              | por. Aleksander Rogóż                                        | †17 IX Lasy Janowskie                                        |
| dowódca plutonu łączności                                    | por. Kazimierz Józef Szäffer                                 |                                                              |

#### Od Dunajca do Sanu
Po zakończeniu mobilizacji 3 września pułk w dniach od 3 do 5 września został przetransportowany koleją w rejon Tarnowa. W trakcie transportu pododdziały pułku były atakowane przez lotnictwo niemieckie. Poszczególne bataliony maszerowały w rejon Tuchowa i Gromnika, a następnie nad Dunajec w rejon wsi Wróblowice. 5 września 1939 roku pułk zajął pozycje obronne nad Dunajcem na południowy wschód od Zakliczyna, nad Dunajcem przystąpiły pododdziały pułku do budowy stanowisk obronnych. Wieczorem 38 pp SL wszedł w kontakt bojowy z jednostkami niemieckiej 4 Dywizji Lekkiej. Niemiecki pododdział pancerno-motorowy uchwycił most na Dunajcu pod Zakliczynem. W trakcie nocy na opanowany przyczółek przeprawiły się oddziały niemieckie, pomimo ostrzału polskiej artylerii z 60 dac. Rano II batalion odparł niemieckie natarcie na wieś Wróblowice, w wyniku walki i ostrzału niemieckiego wieś spłonęła, natomiast kompanie batalionu zajęły stanowiska obronne za wsią. Poległo wielu żołnierzy z II batalionu, ale także zginęło wielu mieszkańców wsi. Obrona linii Dunajca przez pułk trwała do godzin nocnych 6 września. Schodzenie z odcinka obrony trwało całą noc 6/7 września, o świcie rano pułk skoncentrował się koło miejscowości Rychwałd. Następnie strzelcy lwowscy rozpoczęli marsz w kierunku Tuchowa. Na maszerujące po otwartym terenie I i II bataliony od strony południowo-wschodniej zaatakowały oddziały pancerno-motorowe 4 DLek. Atak niemiecki spowodował rozproszenie się częściowe obu batalionów 38 pułku. III batalion uniknął napadu zbierając po drodze rozbitków pomaszerował przez Tuchów na Pilzno. Z rozbitków I i II batalionu 7 września organizowano dwa oddziały pod dowództwem kpt. J. Nosalika i mjr. Rolkego. 
Dalszy marsz zbierane oddziały prowadziły do Pilzna. 8 września pododdziały pułku maszerowały za San, gdzie miały zorganizować obronę. III batalion maszerował przez Rzeszów i Błażową w rejon Bratkówki. Oddział kpt. Nosalika po osi Błażowa-Dynów. 10 września III batalion obsadził początkowo linię Sanu w rejonie Bratkówki, a następnie na rozkaz dowództwa 24 DP, pozycje na wschód od Birczy i na południe od drogi Przemyśl-Bircza. 

#### Od Birczy do Lwowa
Oddział z I batalionu mjr Rolkego zajął pozycje na wzg. 470. 11 września dowódca pułku, który opuścił wcześniej swoje oddziały i udał się do dowództwa dywizji, został zawieszony w dowodzeniu pułkiem. Dowodzenie pułkiem przejął ppłk Władysław Ziętkiewicz były dowódca 1 pp KOP "Karpaty". 12 września niemiecka 2 Dywizja Górska opanowała Birczę, oddział mjr Rolke bez kontaktu z wrogiem opuścił swoje pozycje na wzg. 470, a oddział rozproszył się. Oddział kpt. Nosalika osłaniał odwrót 24 DP po boju pod Birczą, opóźniając wroga na szlaku Bircza-Krasiczyn-Przemyśl. 13 września III batalion osłaniał odwrót artylerii dywizyjnej od strony Niżankowic. 14 września pododdziały 38 pp SL osiągnęły rejon Tyszkowice, Boratycze. W trakcie zajmowania stanowisk obronnych pułk stoczył bój z atakującymi oddziałami niemieckiej 2 DG. Pułk utrzymał powierzony odcinek obrony za cenę ciężkich strat osobowych, przy wydatnym wsparciu pododdziałów z 39 i 155 pułków piechoty. W nocy 14/15 i w dzień 15 września pododdziały 38 pp podjęły dalszy marsz odwrotowy w deszczu i ciężkich warunkach terenowych po trasie Mościska, Bortiatyn, Mużyłowice, Małoszkowice pułk maszerował jako straż tylna 24 DP jak i całego zgrupowania gen. broni K. Sosnkowskiego. O świcie 16 września strzelcy lwowscy z 38 pułku przystąpili do obrony południowo-wschodniego skraju lasu "Na Chmurowym". 17 września przez cały dzień pułk odpierał natarcia niemieckich strzelców górskich z 2 i 1 Dywizji Górskich. 38 pułk poniósł dalsze dotkliwe straty osobowe. Po godz. 16 na rozkaz dowódcy 24 DP pułk wycofał się osłaniając odwrót macierzystej dywizji oddziałem kpt. Nosalika. 18 września III batalion stoczył walkę we wsi Kozice w pobliżu Rzęsnej Ruskiej, po zdobyciu wsi dalsze natarcie zostało powstrzymane z okolicznych wzgórz ostrzałem broni maszynowej i artylerii, wróg na nacierające pododdziały pułku przeprowadził ataki lotnicze. Była to nieudana próba przebicia się do oblężonego Lwowa. Następną próbę podjęto 19 września z Brzuchowic w kierunku Hołoska. Również ta próba zakończyła się niepowodzeniem. Były to ostatnie walki żołnierzy 38 pułku piechoty Strzelców Lwowskich. Niewielu z nich przedostało się do Lwowa.

#### Batalion marszowy 38 pp
Batalion marszowy 38 pp został faktycznie zorganizowany w sierpniu 1939 roku podczas ćwiczeń letnich. W skład batalionu weszli podchorążowie rezerwy, elewi szkoły podoficerskiej dla małoletnich z Niska oraz rezerwiści zmobilizowani w ramach mobilizacji powszechnej. 8 września batalion marszowy pod dowództwem kpt. Romana Homana został włączony w skład grupy wojsk broniących Przemyśla, obsadzając odcinek "Lipowica". Od 11 do 14 września batalion prowadził walki z podchodzącymi pod Przemyśl oddziałami niemieckimi. Wydzielony z batalionu pododdział w nocy 11/12 września zorganizował nieudany wypad do Kosenic mający zlikwidować ostrzeliwującą od dwóch dni Przemyśl. Oddział wypadowy wpadł w zasadzkę i poniósł duże straty osobowe. 14 września osłaniał wycofującą się przez Przemyśl 11 Karpacką DP. Odparł wraz z resztą załogi Przemyśla natarcie niemieckiej 7 DP. Ok. godz. 14 wycofał się na prawy brzeg Sanu, poniósł duże straty od ostrzału artylerii niemieckiej. Wieczorem 14 września batalion marszowy otrzymał rozkaz dowódcy obrony miasta o dołączeniu do 24 DP. Na Zasaniu zdezerterował dowódca batalionu kpt. Homan, który przeszedł na stronę niemiecką, według ustaleń był niemieckim szpiegiem. 
Obsad dowódcza batalionu marszowego 38 pp:
- dowódca batalionu - kpt. Roman Homan (do 14 IX 1939)
- dowódca 1 kompanii strzeleckiej - ppor. Tadeusz Roman Beltrani
- dowódca 2 kompanii strzeleckiej - ppor. Antoni Edwad Sochacki
- dowódca 3 kompanii strzeleckiej - ppor. Krystian Więckowski
- dowódca kompanii ckm - por. Brzozowski?

## Symbole pułku

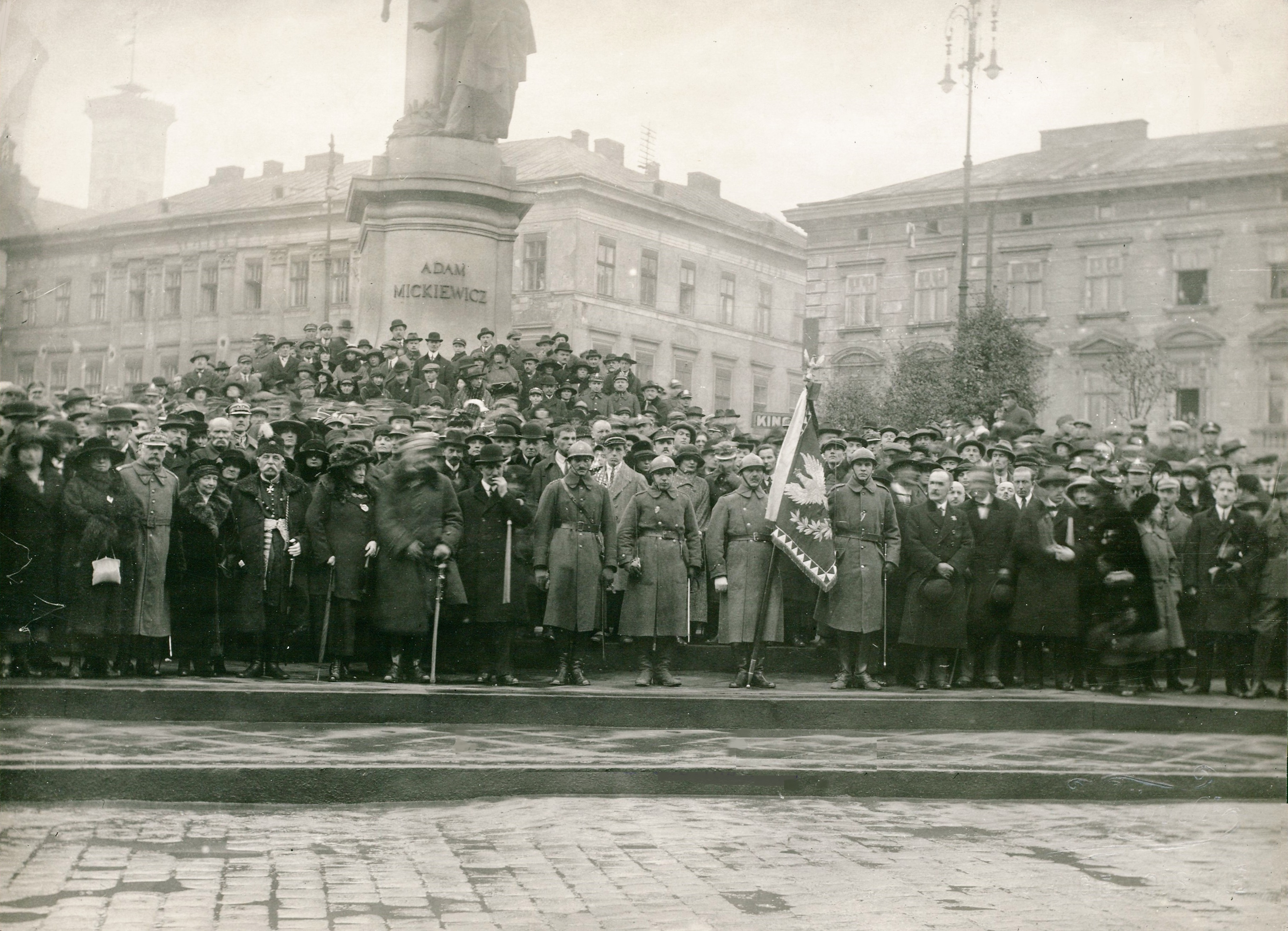
Sztandar pierwszego pułku ochotników lwowskich po poświęceniu

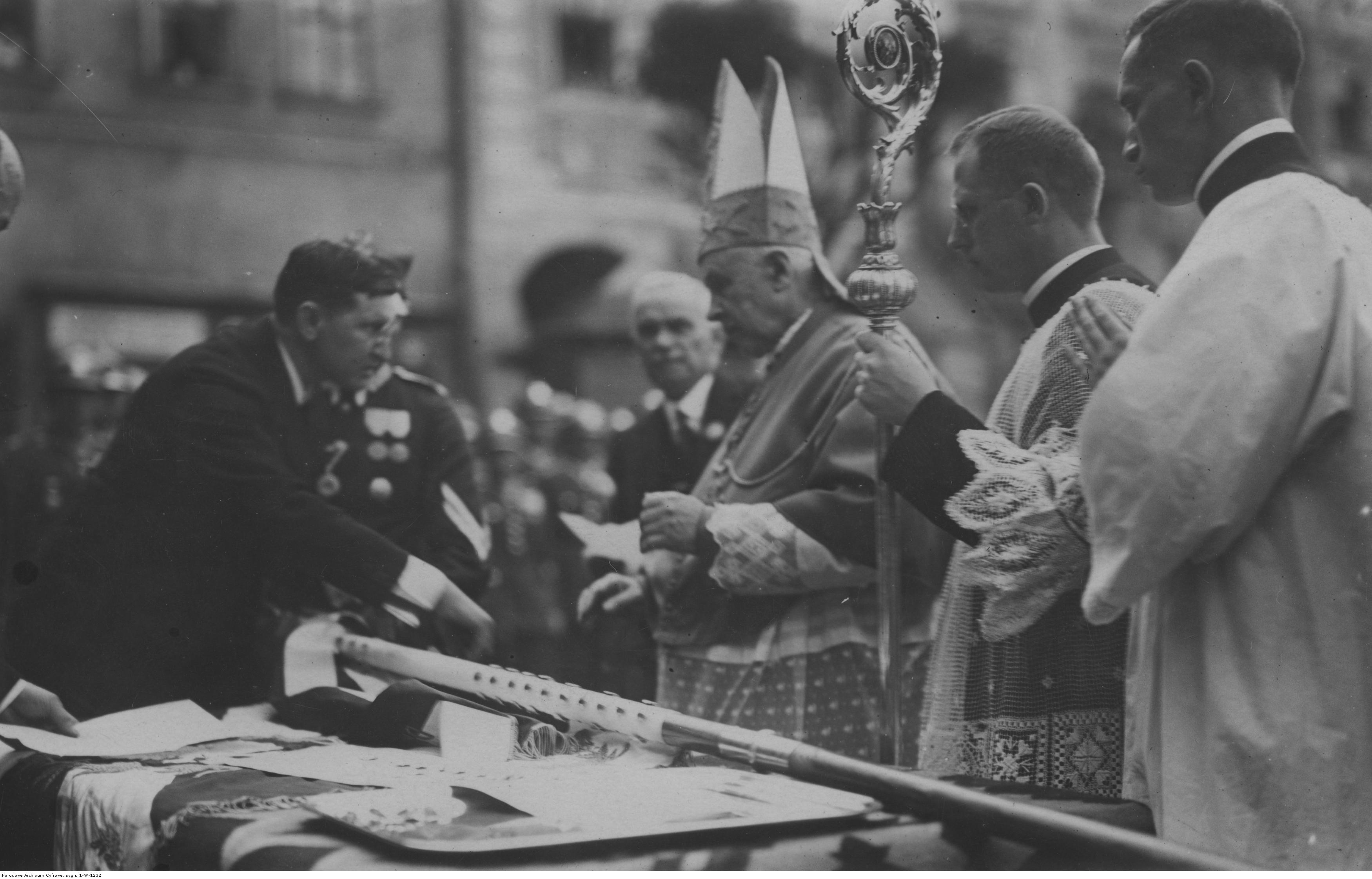
Poświęcenie sztandaru 38 pp; bp Anatol Nowak wbija gwóźdź

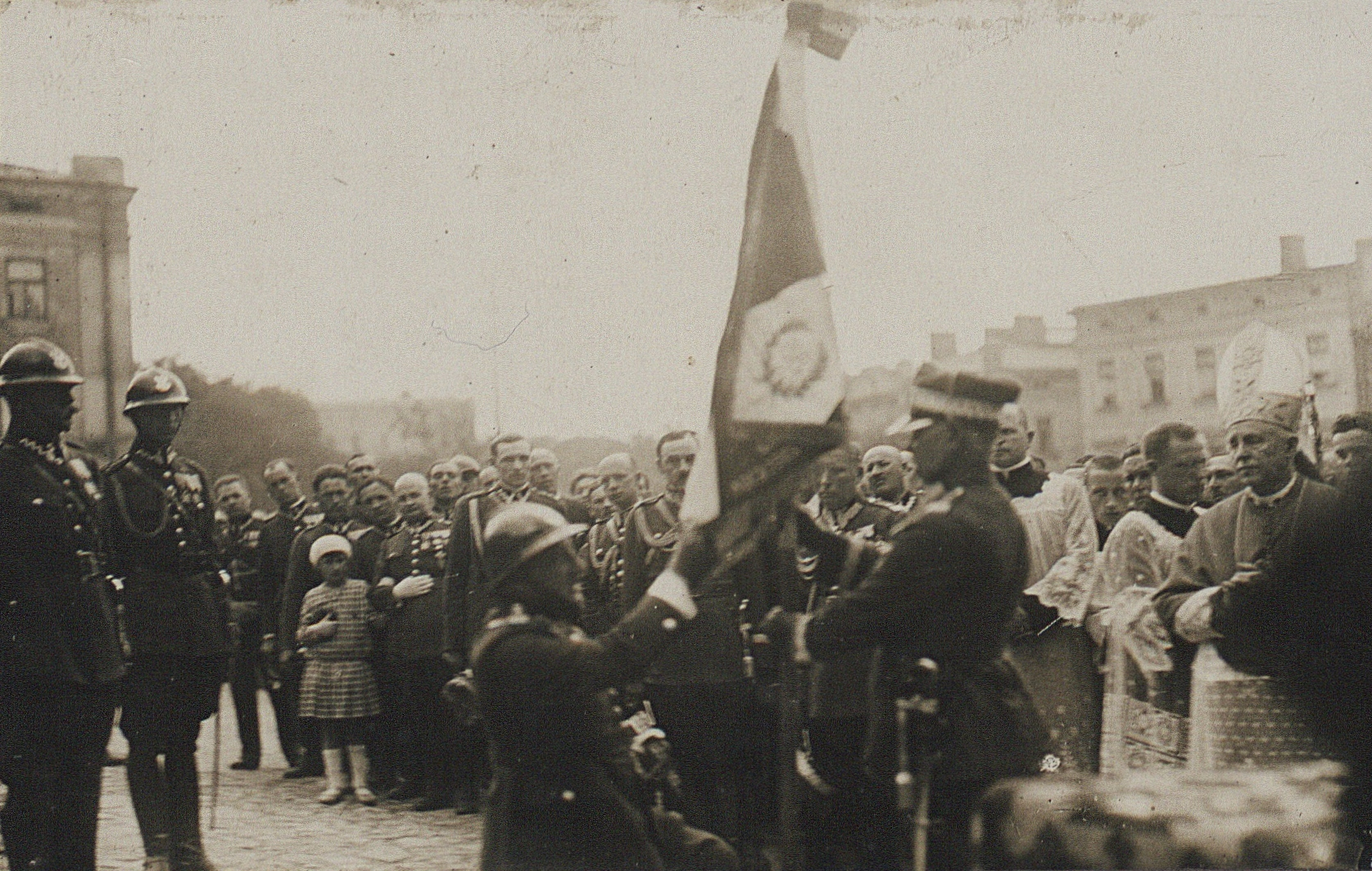
Wręczenie chorągwi 38 pp przez gen. dyw. Jana Romera

### Chorągiew (sztandar)
2 lutego 1919, w uznaniu zasług położonych w obronie Lwowa, 1 pułk Strzelców Lwowskich otrzymał sztandar ufundowany przez społeczeństwo Lwowa. Aktu poświęcenia sztandaru dokonał arcybiskup lwowski Józef Bilczewski.
5 listopada 1929 Prezydent RP Ignacy Mościcki zarządzeniem L. 2324/29 zatwierdził wzór lewej strony płachty chorągwi 38 pułku piechoty. Nowa chorągiew została ufundowana przez społeczeństwo ziemi przemyskiej i powiatu dobromilskiego.
W niedzielę 15 czerwca 1929 na Rynku w Przemyślu Inspektor Armii, generał dywizji Jan Romer w imieniu Prezydenta RP wręczył chorągiew ówczesnemu dowódcy oddziału, pułkownikowi Wacławowi Kostek-Biernackiemu.
Obecnie sztandar przechowywany jest w Muzeum im. gen. Sikorskiego w Londynie.

### Odznaka pamiątkowa
4 lipca 1930 Minister Spraw Wojskowych, Marszałek Polski Józef Piłsudski zatwierdził wzór i regulamin odznaki pamiątkowej 38 pp. Odznaka o wymiarach 41 × 34 mm ma kształt owalu. Środek odznaki stanowi tarcza romboidalna pokryta granatową emalią z żółtym obrzeżem, na której wpisano numer i inicjały 38 P.P S. LW. Tarcza zwieńczona jest dwoma herbami Lwowa i Przemyśla. Herby połączone są wieńcem z liści laurowych. Jednoczęściowa – oficerska, wykonana w srebrze, emaliowana. Na rewersie próba srebra, imiennik WB i nazwisko grawera W. BUSZEK.

### Ryngraf
W 1938, podczas obchodów obrony Lwowa z 1918, na obrazie Matki Boskiej Ostrobramskiej w kościele pod tym wezwaniem we Lwowie umieszczono ryngraf z obrazem Matki Boskiej Ostrobramskiej złożony przez 38 Pułk Piechoty Strzelców Lwowskich, utworzony z pierwszych obrońców Lwowa „Opiekunce naszej w 20-lecie złączenia Lwowa z Macierzą” (zaprojektowany przez Rudolfa Mękickiego, a wykonany w srebrze, częściowo złocony przez Kazimierza Wojtycha).

## Strzelcy lwowscy
Dowódcy pułku
- kpt. Korwin Łodziński (1-5 XI 1918)
- mjr Michał Cieński (6 XI 1918 – 1 VII 1919)
- płk Witold Rylski (10 VII – 1 X 1919)
- mjr Karol Baczyński (wz. 2-17 X 1920)
- płk Konstanty Oświęcimski (18 X – 9 XII 1919)
- płk Stanisław Palle (9 XII 1919 – V 1920)
- ppłk piech. Alojzy Łukawski (5 V 1920 – VI 1923)
- ppłk piech. Romuald Kohutnicki (VI[52] – 15 IX 1923 → dowódca 15 pp[53])
- płk piech. Stanisław Jaxa-Rożen (p.o. IX 1923 – III 1924)
- ppłk / płk piech. Romuald Kwiatkowski (III 1924[54] – VIII 1926 → oficer sztabowy PW 20 DP[55])
- ppłk / płk piech. Wacław Kostek-Biernacki (VIII 1926[56] – VI 1931[57])
- ppłk / płk piech. Kazimierz Tadeusz Majewski (VI 1931[58] – 8 V 1939 → dowódca Pomorskiej Brygady ON)
- ppłk dypl. Franciszek Grabowski (9 V – 10 IX 1939)
- ppłk piech. Władysław Ziętkiewicz (11-20 IX 1939)

Zastępcy dowódcy pułku (od 1938 roku – I zastępca dowódcy)
- ppłk piech. Stanisław Jaxa-Rożen (22 VII 1922 – 5 VIII 1924 → dowódca 50 pp)
- ppłk piech. Wilhelm Zwonarz (1924 – 5 V 1927 → praktyka poborowa w PKU Stanisławów)
- ppłk piech. Kazimierz Brożek (5 V 1927 – 28 I 1931 → dowódca 20 pp)
- ppłk piech. Wacław Malinowski (I 1931[59] – III 1937)
- ppłk dypl. piech. Tadeusz Zdzisław Jakubowski (1939)

### Żołnierze 38 pułku piechoty – ofiary zbrodni katyńskiej
Biogramy ofiar zbrodni katyńskiej znajdują się między innymi w bazach udostępnionych przez Ministerstwo Kultury i Dziedzictwa Narodowego oraz Muzeum Katyńskie.
| Nazwisko i imię                     | stopień     | zawód                | miejsce pracy przed mobilizacją | zamordowany              |
| ----------------------------------- | ----------- | -------------------- | ------------------------------- | ------------------------ |
| Jurkowski Kazimierz                 | por. rez.   | magister praw        | praktyka w Warszawie            | Katyń                    |
| Moskal Stanisław                    | ppor. rez.  | prawnik              |                                 | Katyń                    |
| Pilawski Roman                      | ppor. rez.  |                      |                                 | Katyń                    |
| Reiss Józef                         | ppor. rez.  | inżynier chemik      |                                 | Katyń                    |
| Kaczmarski Edward                   | ppor. rez.  | nauczyciel           |                                 | Charków                  |
| Kopeć Franciszek                    | ppor. rez.  | nauczyciel           | szkoła w Ożegowie               | Charków                  |
| Kuklewicz Józef                     | ppor. rez.  | prawnik              | Biblioteka Jagiellońska         | Charków                  |
| Miezin Stanisław                    | por. rez.   |                      |                                 | Charków                  |
| Nowakowski Tadeusz                  | por. rez.   |                      |                                 | Charków                  |
| Ostrowski vel Samardak Józef Marian | kpt. piech. | oficer służby stałej | zastępca oficera mob.           | Charków                  |
| Pronkiewicz Ferdynand               | ppor. rez.  | prawnik, mgr         |                                 | Charków                  |
| Dembosz Kazimierz                   | ppor. rez.  | nauczyciel           |                                 | Ukraińska Lista Katyńska |
| Głowacz Franciszek                  | kpt. rez.   | kupiec               |                                 | Ukraińska Lista Katyńska |
| Staroniewicz Jan                    | ppor. rez.  | urzędnik             | Poczta Polska                   | Ukraińska Lista Katyńska |
| Szancer Antoni                      | ppor. rez.  | kupiec               |                                 | Ukraińska Lista Katyńska |
| Walaszek Mieczysław                 | ppor. rez.  | nauczyciel           |                                 | Ukraińska Lista Katyńska |
| Wiater Franciszek                   | ppor. rez.  | nauczyciel           | szkoła w Sądowej Wiszni         | Ukraińska Lista Katyńska |

## Upamiętnienie
23 listopada 1980 w katedrze w Przemyślu odsłonięto tablicę upamiętniającą żołnierzy 38 pułku piechoty Strzelców Lwowskich.

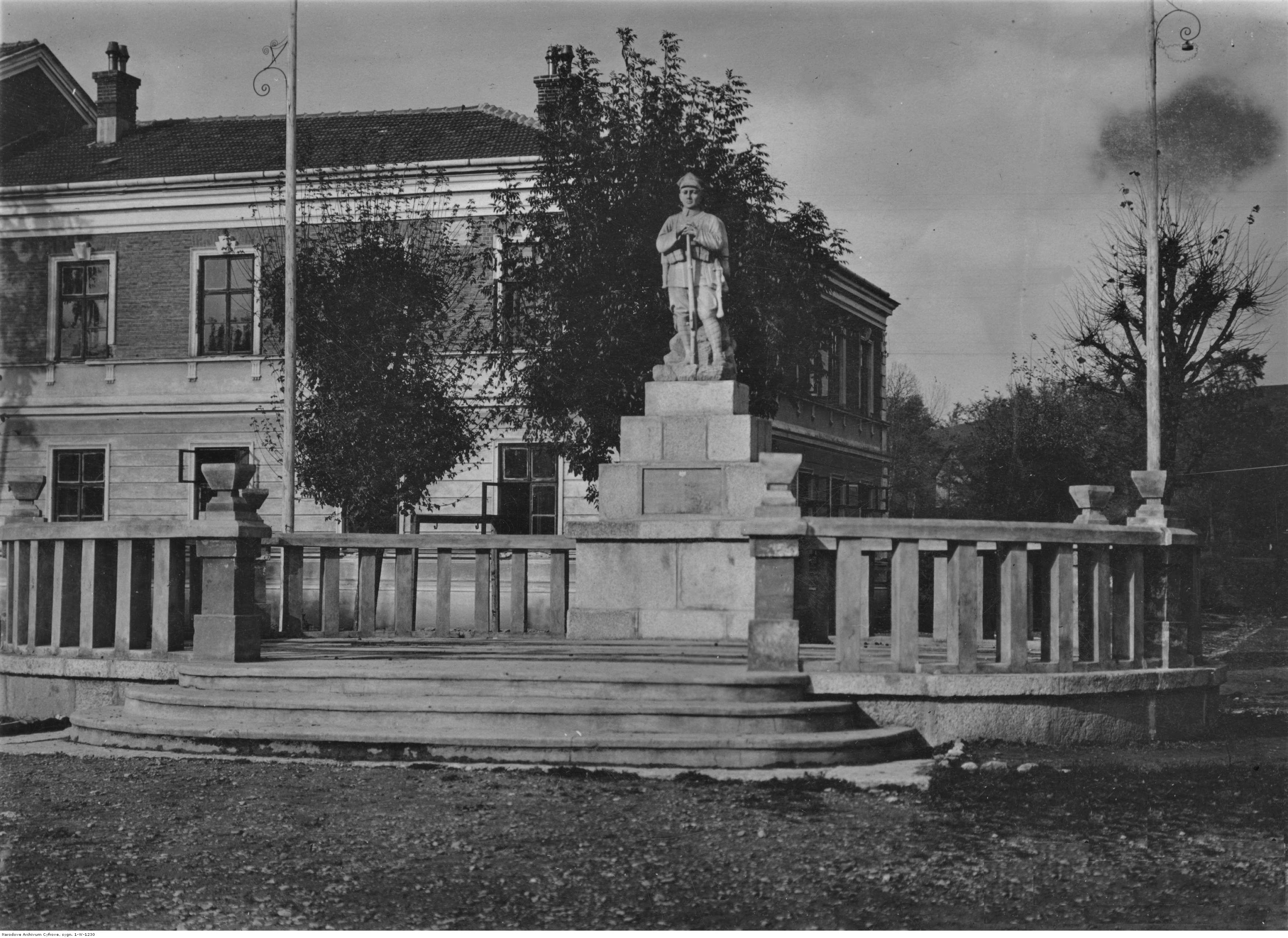
Pomnik ku czci poległych żołnierzy 38 pp Strzelców Lwowskich na terenie koszar we Lwowie
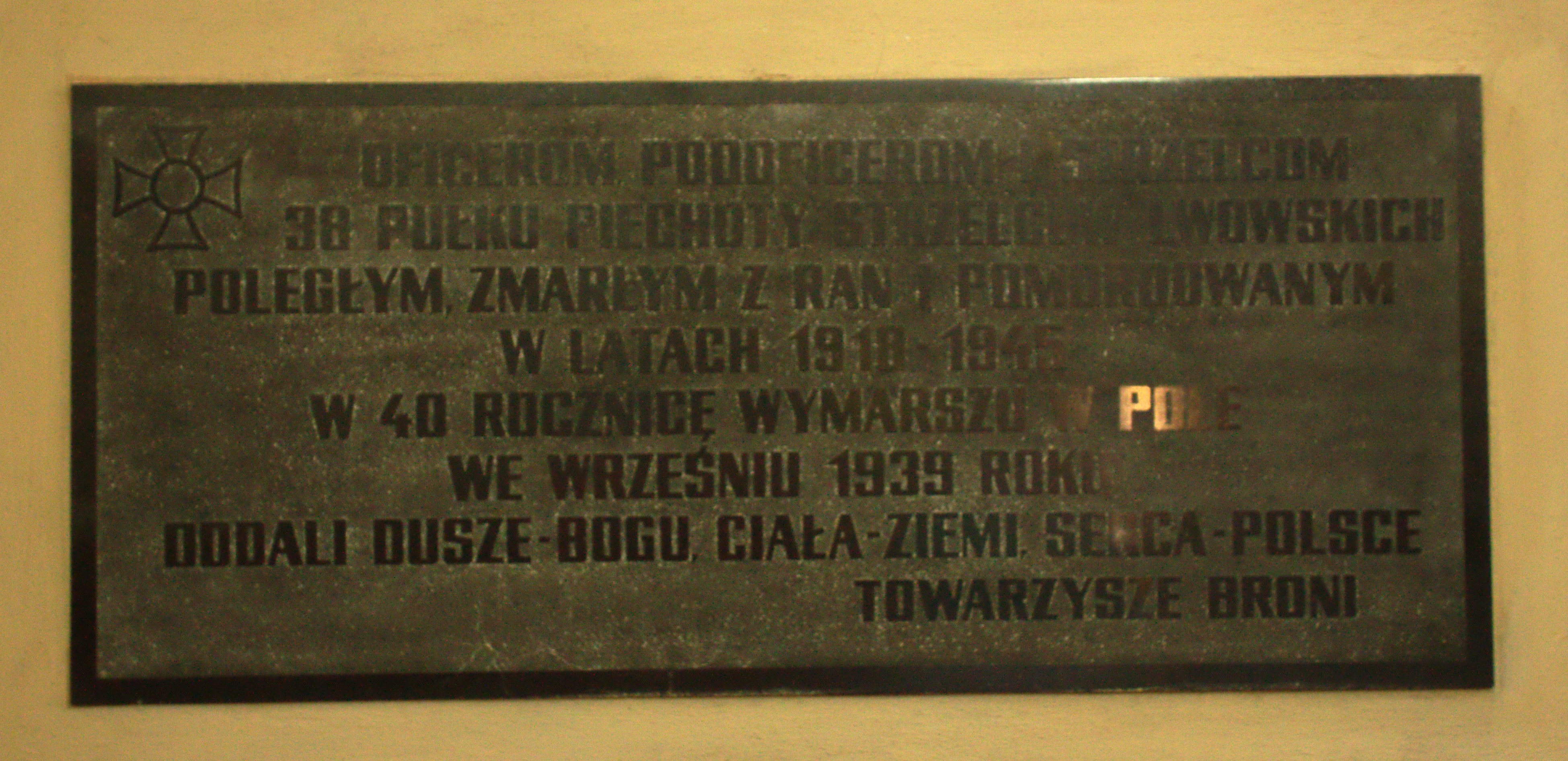
Tablica upamiętniająca żołnierzy pułku, ustanowiona w Soborze św. Jana Chrzciciela w Przemyślu